# Le Palais
Pour les articles homonymes, voir Palais (homonymie).
Le Palais [lə palɛ] est une commune française située sur l'île de Belle-Île-en-Mer dans le département du Morbihan et la région de Bretagne.
C'est un port de pêche, de commerce et de plaisance bien abrité du vent.

## Géographie
| Sauzon | Océan Atlantique | Océan Atlantique |
|        | Palais           | Océan Atlantique |
| Bangor |                  | Locmaria         |

### Situation
Le Palais est l'une des quatre communes de l'île, la plus importante par sa population et son activité administrative et portuaire. Situé sur la côte nord-est,, le bourg du Palais et ses trois bassins orientés vers l'est, sont établis dans une ancienne ria, bien abrités au nord par le rocher de la citadelle. Ses coteaux exposés au sud sont couverts de jardins où poussent des plantes méridionales : vignes, figuiers, châtaigniers, noyers, palmiers, bougainvilliers.
Les distances entre le bourg du Palais et les autres bourgs de l'île sont de : 4,5 km avec Bangor, 5,8 km avec Sauzon et 8 km avec Locmaria.
Le Palais est situé à une distance de 15 km de Quiberon, de 16 km avec Île-d'Houat, de 19 km avec Saint-Pierre-Quiberon et de 21 km avec Hœdic.
L'altitude de la commune varie de 0 à 58 mètres, sa superficie est de plus de 17 km2 (1 743 hectares).
| - Carte topographique de la commune de Le Palais. |

### Hydrographie
Pour un article plus général, voir Réseau hydrographique du Morbihan.
La commune est située dans le bassin Loire-Bretagne. Elle est drainée par divers petits cours d'eau,.

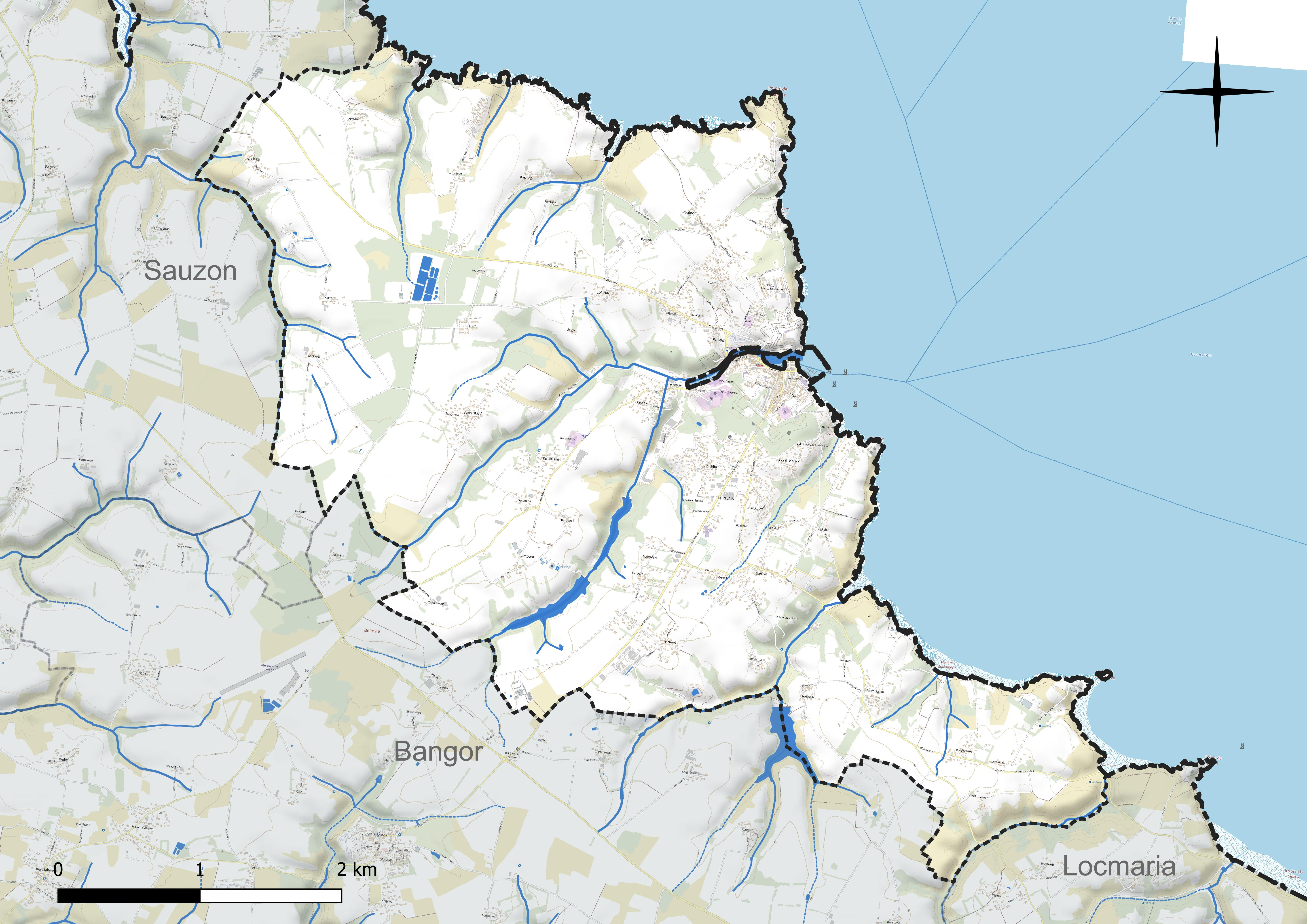
Réseau hydrographique du Palais.

### Climat
Le bourg du Palais bénéficie d'un climat océanique, bien protégé des vents du nord-ouest par la falaise de la citadelle. Les amplitudes thermiques y sont encore moins marquées que sur la côte, le gel plus rare, les plantes méditerranéennes comme la vigne, le figuier ou le noyer prospèrent spontanément dans le vallon de Roserière.
Pour la période 1971-2000, la température annuelle moyenne est de 12,3 °C, avec une amplitude thermique annuelle de 11,5 °C. Le cumul annuel moyen de précipitations est de 781 mm, avec 13,3 jours de précipitations en janvier et 6 jours en juillet. Pour la période 1991-2020, la température moyenne annuelle observée sur la station météorologique la plus proche, située sur la commune de Bangor à 4 km à vol d'oiseau, est de 13,0 °C et le cumul annuel moyen de précipitations est de 680,8 mm,.

### Transports publics

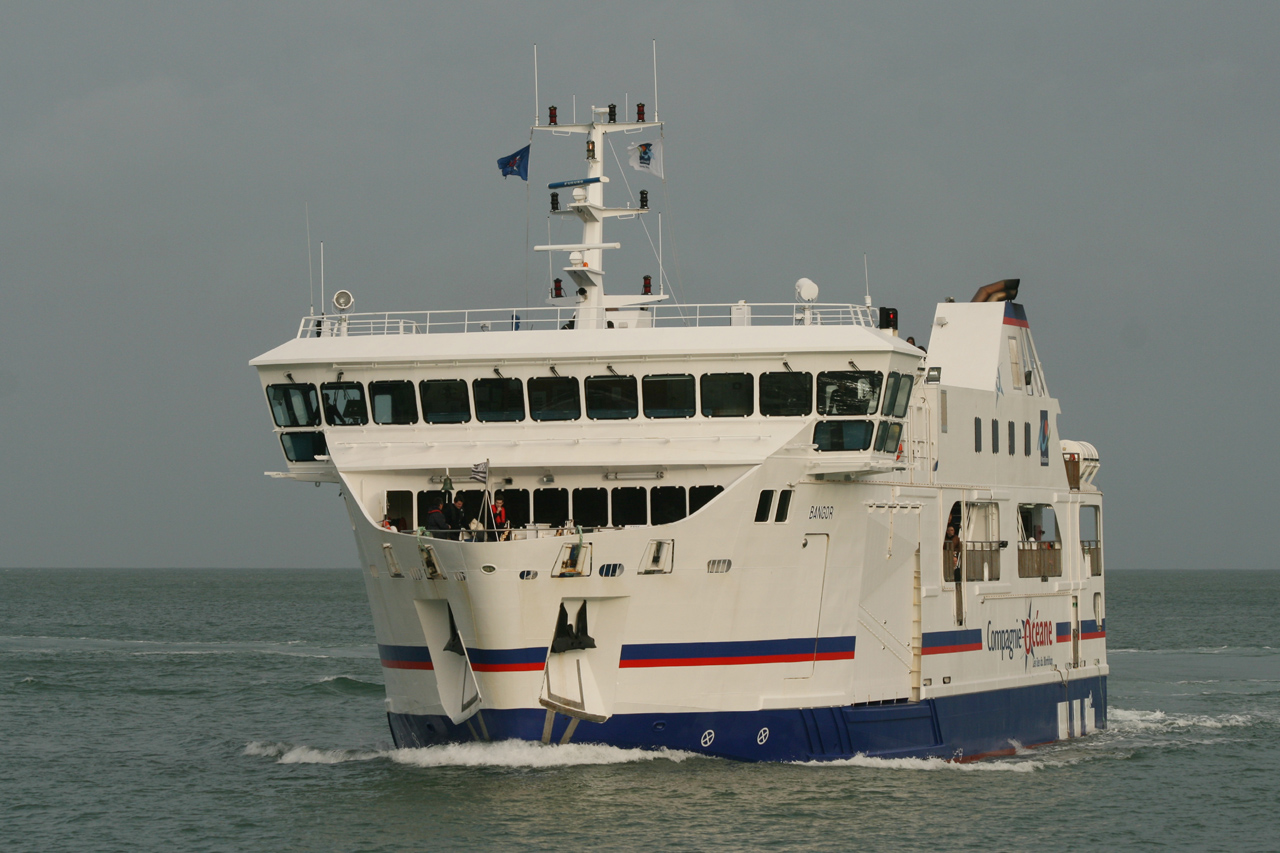
Bateau desservant Le Palais: le Bangor.

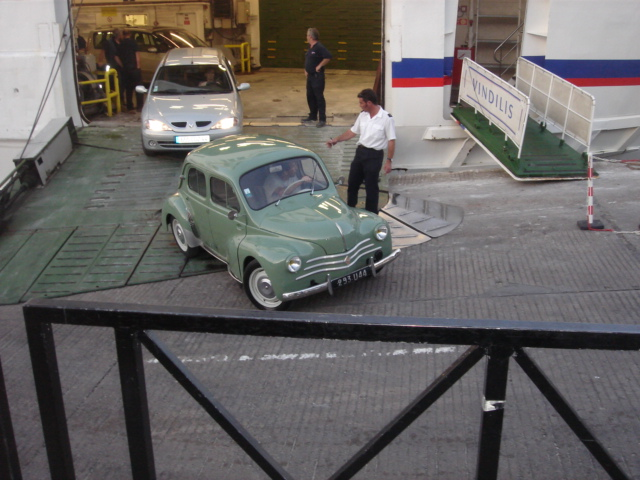
Voitures débarquant du Vindilis.

#### Par mer (moteur)
Pour accéder à Belle-île par Le Palais, il existe des liaisons maritimes régulière depuis Quiberon, notamment la ligne régulière historique de la Compagnie morbihannaise de navigation (SMN) dont l'exploitation est depuis 2008 confiée par le conseil général du Morbihan à la Compagnie Océane, filiale créée à cet effet par le groupe Véolia.
D'autres compagnies de navigation privées proposent l'été des liaisons maritimes régulières vers Le Palais depuis La Turballe (Navix-Compagnie de Îles), Port-Navalo, Vannes (Compagnie du Golfe, les Vedettes du Golfe).
Des bateaux taxis permettent aussi d'effectuer des traversées à la demande via Le Palais (Atmos'Air Marine, Tours des Îles).
Le canot de sauvetage de la SNSM peut être utilisé pour des liaisons en cas de mauvaise mer.

#### Par mer (voilier)
Une liaison régulière par un bateau à passager à voile est mise en place à partir du printemps 2021. De Mars à Octobre le catamaran Iliens  fait 2 ou 3 rotations par jour depuis Quiberon en transportant 50 passagers, pour une durée de traversée d'une heure et demie.

#### Par air
L'île est également accessible par avion, avec un aérodrome situé 4 km du Palais, sur la commune de Bangor,.
L'hélicoptère des pompiers permet de transporter les malades et les blessés vers l'hôpital de Lorient.

#### Par terre
La gestion des transports publics terrestres est confiée par la communauté de communes de Belle-Île-en-Mer à la société Fal Cars Les Cars Verts. À partir du Palais, il existe un service de lignes régulières de bus (Belle-Île bus), avec trois lignes :
- vers Locmaria en passant par la plage des « Grands sables » ;
- vers Bangor et Port Coton ;
- vers Sauzon, la plage de Donant et la pointe des Poulains[15].

## Urbanisme

### Typologie
Au 1er janvier 2024, Le Palais est catégorisée bourg rural, selon la nouvelle grille communale de densité à sept niveaux définie par l'Insee en 2022.
Elle appartient à l'unité urbaine de Le Palais, une unité urbaine monocommunale constituant une ville isolée,. La commune est en outre hors attraction des villes,.
La commune, bordée par l'océan Atlantique, est également une commune littorale au sens de la loi du 3 janvier 1986, dite loi littoral. Des dispositions spécifiques d’urbanisme s’y appliquent dès lors afin de préserver les espaces naturels, les sites, les paysages et l’équilibre écologique du littoral, tel le principe d'inconstructibilité, en dehors des espaces urbanisés, sur la bande littorale des 100 mètres, ou plus si le plan local d’urbanisme le prévoit.

### Occupation des sols
Le tableau ci-dessous présente l'occupation des sols détaillée de la commune en 2018, telle qu'elle ressort de la base de données européenne d’occupation biophysique des sols Corine Land Cover (CLC).
| Type d’occupation                             | Pourcentage | Superficie (en hectares) |
| --------------------------------------------- | ----------- | ------------------------ |
| Tissu urbain discontinu                       | 12,5 %      | 221                      |
| Équipements sportifs et de loisirs            | 1,5 %       | 26                       |
| Terres arables hors périmètres d'irrigation   | 6,2 %       | 109                      |
| Prairies et autres surfaces toujours en herbe | 36,7 %      | 649                      |
| Systèmes culturaux et parcellaires complexes  | 21,1 %      | 445                      |
| Forêts de feuillus                            | 1,4 %       | 25                       |
| Forêts mélangées                              | 2,3 %       | 40                       |
| Landes et broussailles                        | 11,7 %      | 207                      |
| Mers et océans                                | 1,5 %       | 27                       |
| Source : Corine Land Cover                    |             |                          |

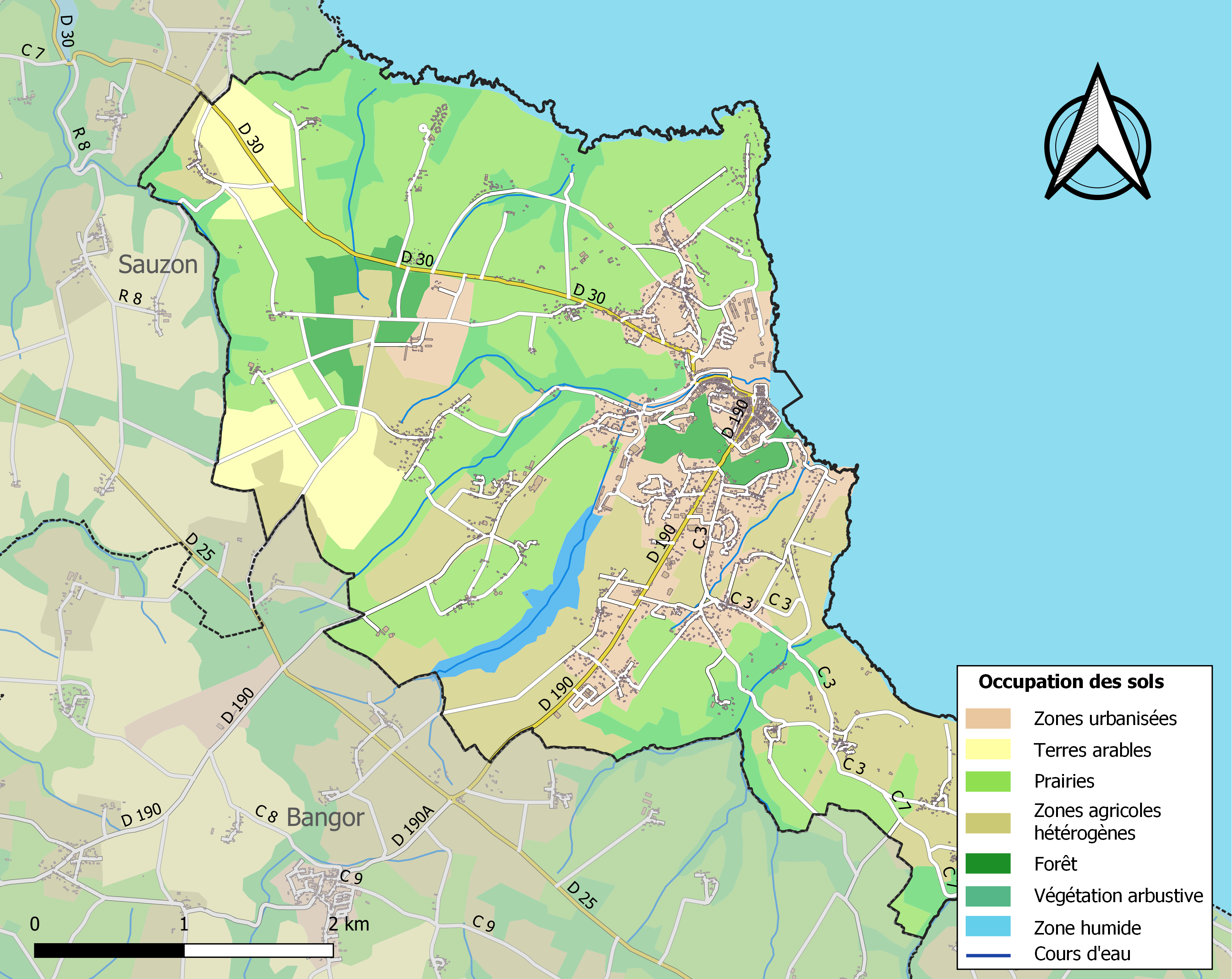
Carte des infrastructures et de l'occupation des sols de la commune en 2018 (CLC).
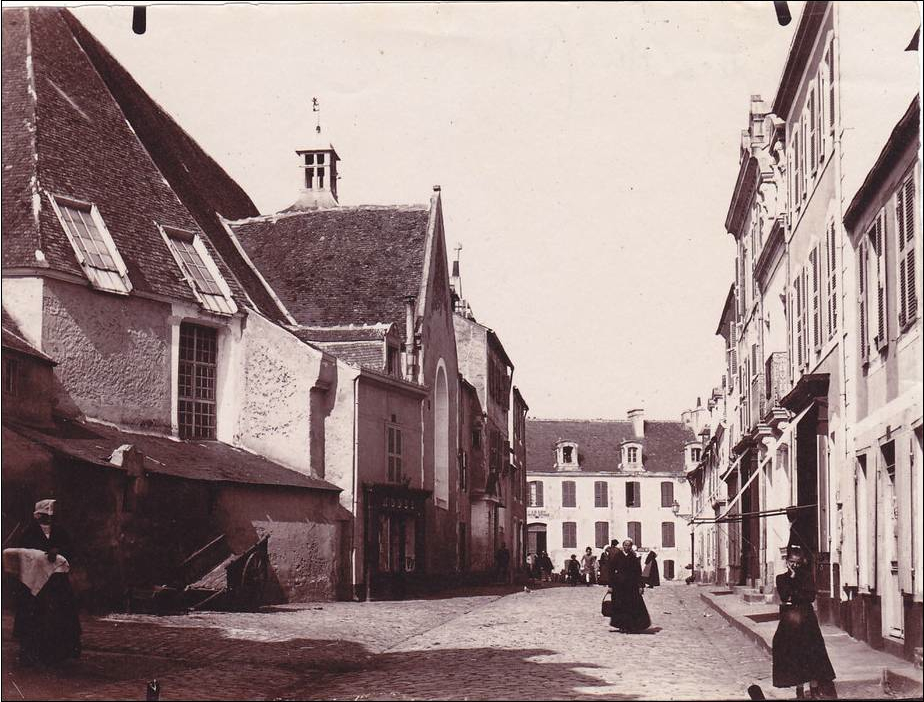
La rue de l'Église en 1898.

### Habitat
En 2009 on trouvait 2 438 logements au Palais, dont 49 % étaient des résidences principales, pour une moyenne de 75 % dans le département, et dont 65 % des ménages en étaient propriétaires. Cinq ans plus tard, en 2014, on trouvait 2 555 logements avec une proportion qui n'avait pas changé.
En 2019 on recensait 2 610 logements à Le Palais. 1 278 logements étaient des résidences principales (49,0 %), 1 228 logements des résidences secondaires (47,1 %) et 104 des logements vacants (4,0 %). Sur ces 2 610 logements 1 997 logements étaient des maisons (76,5 %) contre 580 seulement des appartements (22,2 %). Le tableau ci-dessous présente la répartition en catégories et types de logements à Le Palais en 2019 en comparaison avec celles du Morbihan et de la France entière.
|                                                         | Le Palais | Morbihan | France entière |
| ------------------------------------------------------- | --------- | -------- | -------------- |
| Résidences principales (en %)                           | 49,0      | 74,9     | 82,1           |
| Résidences secondaires et logements occasionnels (en %) | 47,1      | 17,9     | 9,8            |
| Logements vacants (en %)                                | 4,0       | 16,2     | 8,1            |

## Toponymie

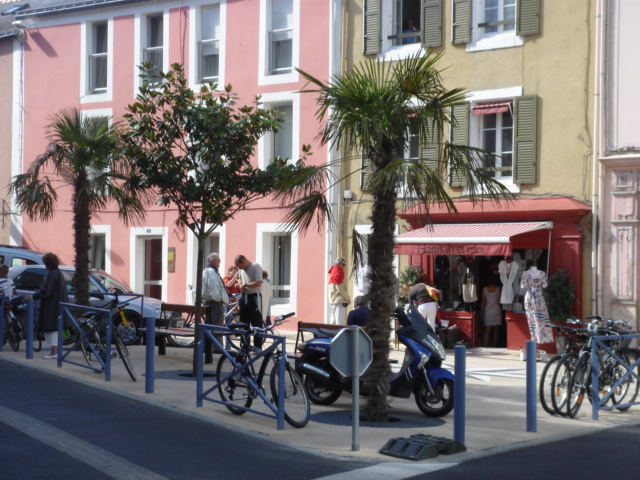
Une place de la ville et ses palmiers.

Le nom de la commune ne vient pas de l'existence d'un palais. Les plus anciennes formes du nom du fort et du bourg sont Paloë (XIe siècle), Palloë villa, le château de Balaë (carte du XVIe siècle), orthographié aussi Pelé (plan 1640), Pallay (sans article) en 1579. Le nom a été rhabillé en français au début du XVIIe siècle sous la forme actuelle Palais puis (au XIXe siècle) Le Palais avec un article.
Les Bellilois continuent à appeler la commune Palais, et non Le Palais, et à dire que l'on habite à Palais et pas au Palais.
Comme Vindillis, le nom Palais est probablement antique, c'est-à-dire gaulois, et signifierait « fort de la grande île ». Si comme Guerveur sa formation est postérieure aux migrations bretonnes, selon Alain Le Buhé, professeur de breton vannetais (le breton parlé anciennement sur l'île), s'appuyant sur l'ouvrage de Léon Nédellec Toponymie de Belle-Ile paru en décembre 1984 et celui de Pierre Gallen Anthologie des expressions Belliloises, il pourrait venir de Pah le ou Pac'h le : le « champ au veau » ou le « clos du veau ».
Au cours de la Révolution française, la commune porte provisoirement le nom de La Montagne, puis à nouveau Palais (sans article) en 1793 et Le Palais en 1801.
Selon des prescriptions universitaires récentes, le nom de la commune devrait être retranscrit en breton Porzh-Lae,.
Les différentes parties de ce qui fait aujourd'hui le bourg de Palais sont apparues avec des noms différents : il y avait le quartier de la Haute Boulogne près du château et celui de la Basse Boulogne près du port. Les ports portaient les noms communs du Havre et de la Rade (avant port), tandis que la dune qui les séparait s'appelait les Cabancs. Le château primitif des moines dont il reste quelques voûtes de caves portait le nom breton de Roz-er-Yér, devenu Roserières.

## Histoire

### Antiquité
Belle-Île est désignée dans les itinéraires antiques sous le nom de Vindilis (« belle île »), et comme insulae venetii « îles vénétiques » avec Houat, Hœdic et Quiberon, ce qui faisait de Palae un port des Vénètes, une escale pour leurs navires à voiles à fonds plats qui ressemblaient à de gros sinagots actuels et qui assuraient le trafic avec l'Île de Bretagne depuis leur capitale Vannes.

### Moyen Âge
Au Xe siècle, l'île ayant été dépeuplée à cause des incursions des pirates qui les pillent pour se ravitailler, Geoffroi Ier, la donne en 1004 aux bénédictins de l'abbaye de Redon qui s'installent sur l'île sous la conduite de Catvallon, y font venir des colons et construisent une première citadelle après 1029. Son fils la rend en 1029 à Alain Canhiart qui remplace les moines de Redon par ceux de l'Abbaye Sainte-Croix de Quimperlé. L'île était ravagées par des pirates anglais, le 20 octobre 1313, le roi Philippe le Bel écrit à Édouard II d'Angleterre, pour se plaindre de leur pillage et de l'enlèvement de plusieurs religieux et habitants. Les attaques de pirates s'étant renouvelés, le roi Henri II prescrivit en 1558 aux religieux de Quimperlé de construire un fort à Palais, et d'y employer les pierres de granit de la démolition du château d'Auray. On voit encore au village de Roserière, une voûte et une partie de la façade de leur construction.

### Époque moderne

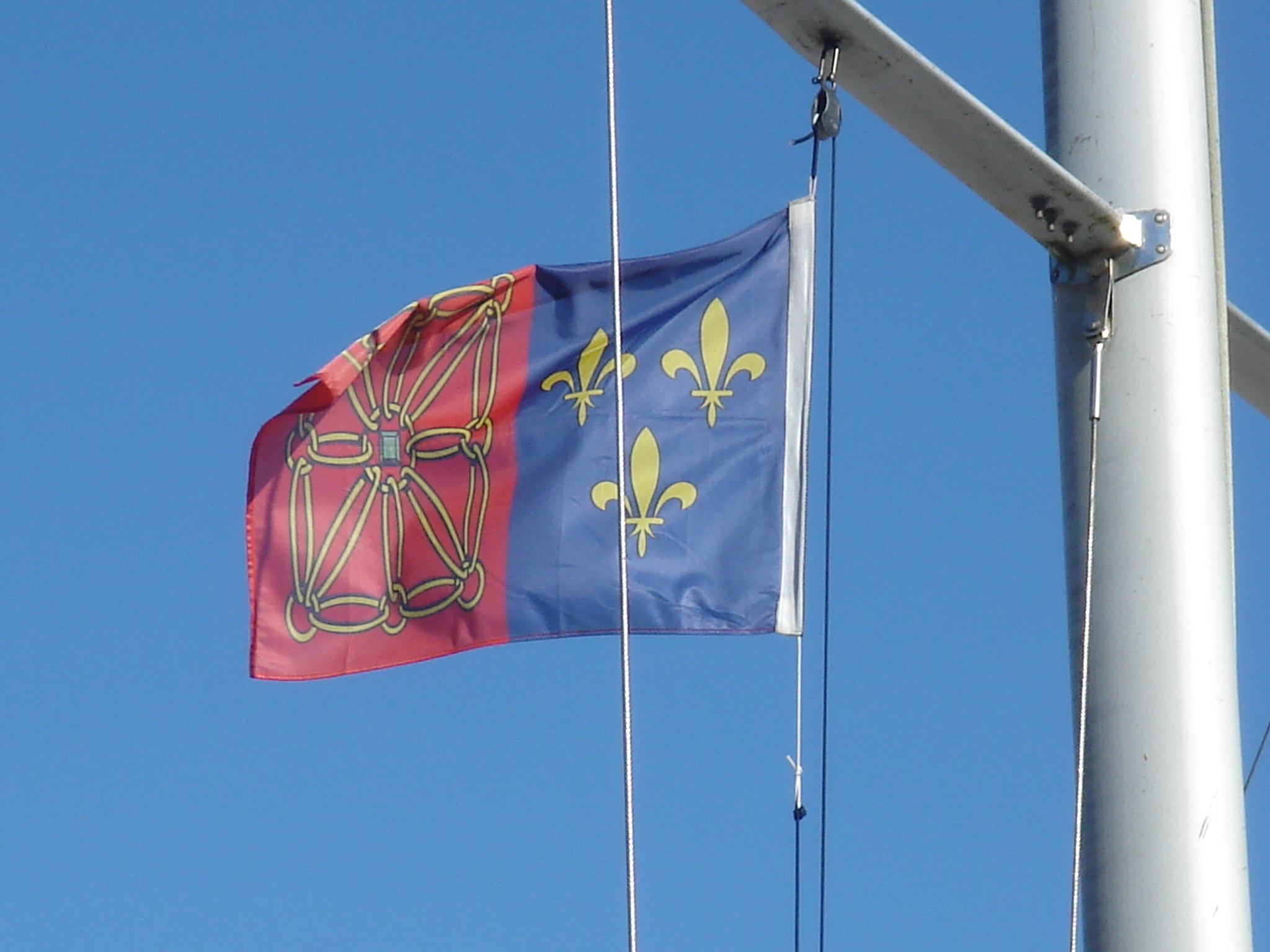
Devenue place royale en 1664, Le Palais a conservé les armes de France et de Navarre.

En 1549, la volonté de conquête anglaise pour en faire une base avancée menaçant les côtes de France, conduit Charles IX à confier en 1572 la construction d'un fort pour protéger l'accès au port de Palais à Albert de Gondi, en le faisant comte puis marquis de Belle-Île.
Le Comte de Montgomery, à la tête d'une escadre anglaise, se présenta en 1573 devant l'île, et s'empara du Palais, du fort et de tout le territoire, qu'il évacue au bout de trois semaines à l'annonce de l'arrivée d'une escadre royale. La famille de Gondi règne pendant 86 ans, en favorisant le développement de la ville et de sa prospérité.
En 1576, Albert de Gondi nomme capitaine-gouverneur du marquisat Guiton Goué de la Valette, avec mission d'entreprendre la construction du premier fort de Belle-Île.
Au XVIIe siècle, Nicolas Fouquet devient marquis de Belle-Île, avec l'obligation d'entreprendre de gros travaux pour terminer le fort au lieu-dit Haut-Boulogne. Après sa condamnation pour malversations, la seigneurie est conservée par sa femme Marie-Madeleine de Castille qui habitera le château Fouquet dont il ne reste un pavillon en ruine, mais la place militaire est reprise par le roi qui la met sous l'autorité du gouverneur de Bretagne, et c'est Vauban qui réédifie une citadelle à la fin de ce XVIIe siècle,,. Le port est devenu royal, la ville de Palais en a conservé le pavillon aux armes de France et de Navarre.
Un établissement hospitalier est fondé en 1659 à l'initiative de Mme Fouquet avec l'aide de saint Vincent de Paul auquel elle demande d'envoyer des filles de la Charité "pour le soulagement des malades et l'instruction des enfants pauvres", l'hôpital royal Saint-Louis, qui reçut son agrément en 1724 et dont il ne subsiste aujourd'hui que le plan d'ensemble, une aile construite en 1767 et le portail d'entrée,.
La citadelle est assiégée et prise une seconde fois par les Anglais en 1761, la jetée détruite sera reconstruite en 1768.
Dans la seconde moitié du XVIIIe siècle, plus de 70 familles acadiennes persécutées par les Anglais s'installent au Palais. Aujourd'hui, une association maintient des liens entre les descendants d'Acadiens et l'Amérique du Nord.

### LeXIXesiècle

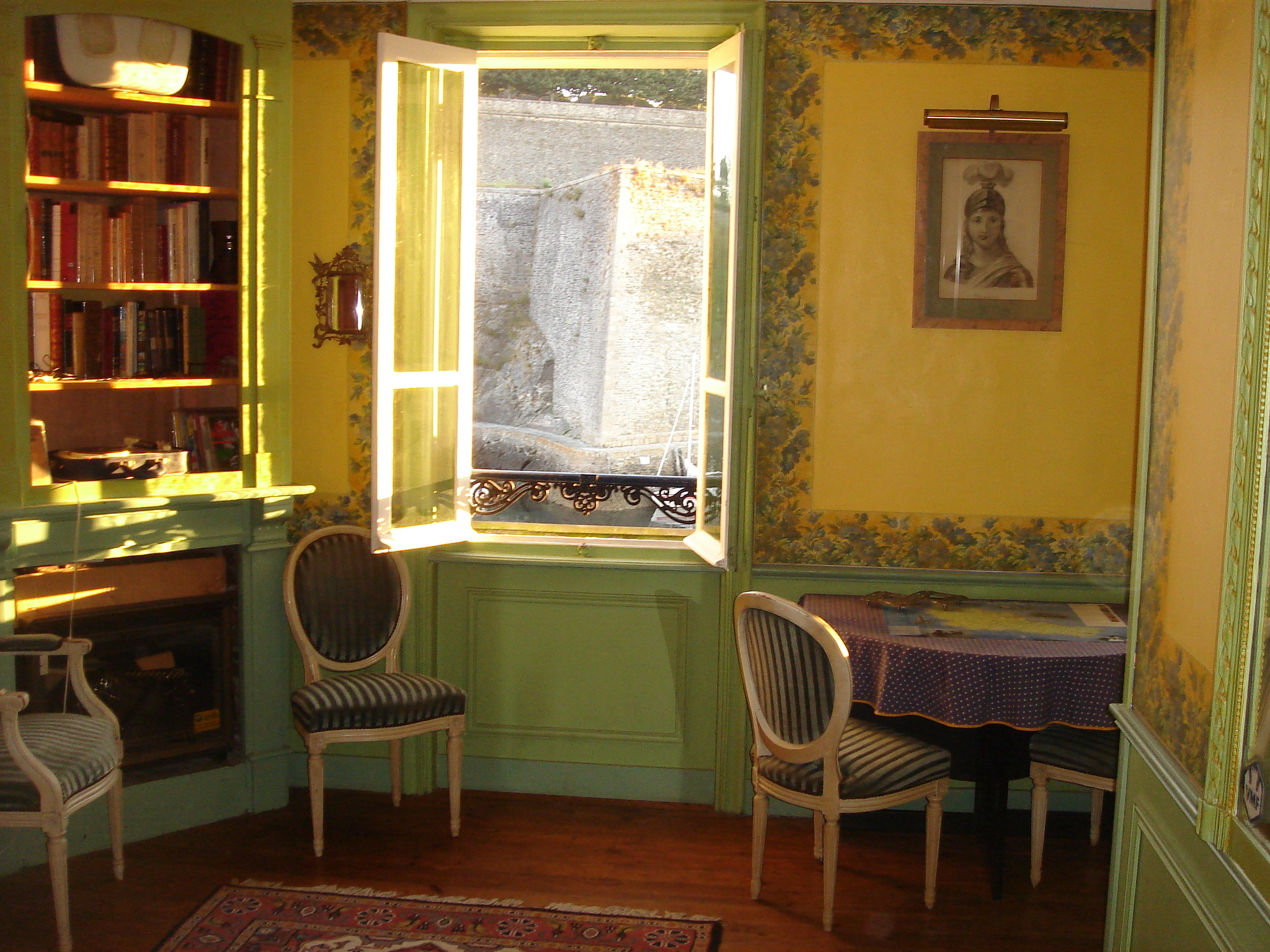
Pièce à l’intérieur d’un immeuble du XIXe sur le port.

En 1806, les communes de Hoëdic et d'Île-d'Houat sont intégrées à celle du Palais, puis à nouveau détachées en 1891.
Au milieu du XVIIIe siècle, des baraquements sont construits sur les glacis de la citadelle, au lieu-dit Haut-Boulogne, afin d'y recevoir 3 000 détenus. La partie sud des quais est terminée en 1844, et le pont tournant de la citadelle livré à la circulation.
Au XIXe siècle, deux activités se développent. D'une part la pêche des sardines qui, grâce à la découverte de Nicolas Appert, peuvent être mises en boites dans cinq conserveries qui sont construites à Palais, d'autre part le tourisme avec :
- en 1852, création de la Société des bains de mer de Belle-Île ;
- en 1853, publication du Guide du voyageur aux Bains de Belle-Île-en-Mer ;
- en 1879, déclaration d'utilité publique de la ligne d'Auray à Quiberon qui est mise en servivce par l'État en 1882 et aussitôt concédée à la Compagnie du chemin de fer de Paris à Orléans qui fera la promotion du tourisme ;
- en 1891, Parution de la première édition du Guide pratique du voyageur à Belle-Île-en-Mer.

### LeXXesiècle

#### LaBelle Époque
L'Abri du marin du Palais est inauguré en décembre 1901 :

« Vers 1900, Le Palais voit affluer les chaloupes de toute la côte pour la saison de la sardine. Pendant les mois d'été, une imposante flottille douarneniste, bigoudène et concarnoise envahit l'avant-port et le bassin à flot. Là, plus qu'ailleurs peut-être, l'hospitalité qu'offre l'Abri [du marin] peut s'avérer d'une grande utilité pour les équipages en relâche. Jacques de Thézac fait appel à M. Sauvrezis, commissaire de l'Inscription maritime, afin d'obtenir la concession d'un terrain auprès des Domaines. Les largesses du marquis Guy de Polignac et une subvention de la Marine nationale permettront de faire aboutir le projet. »

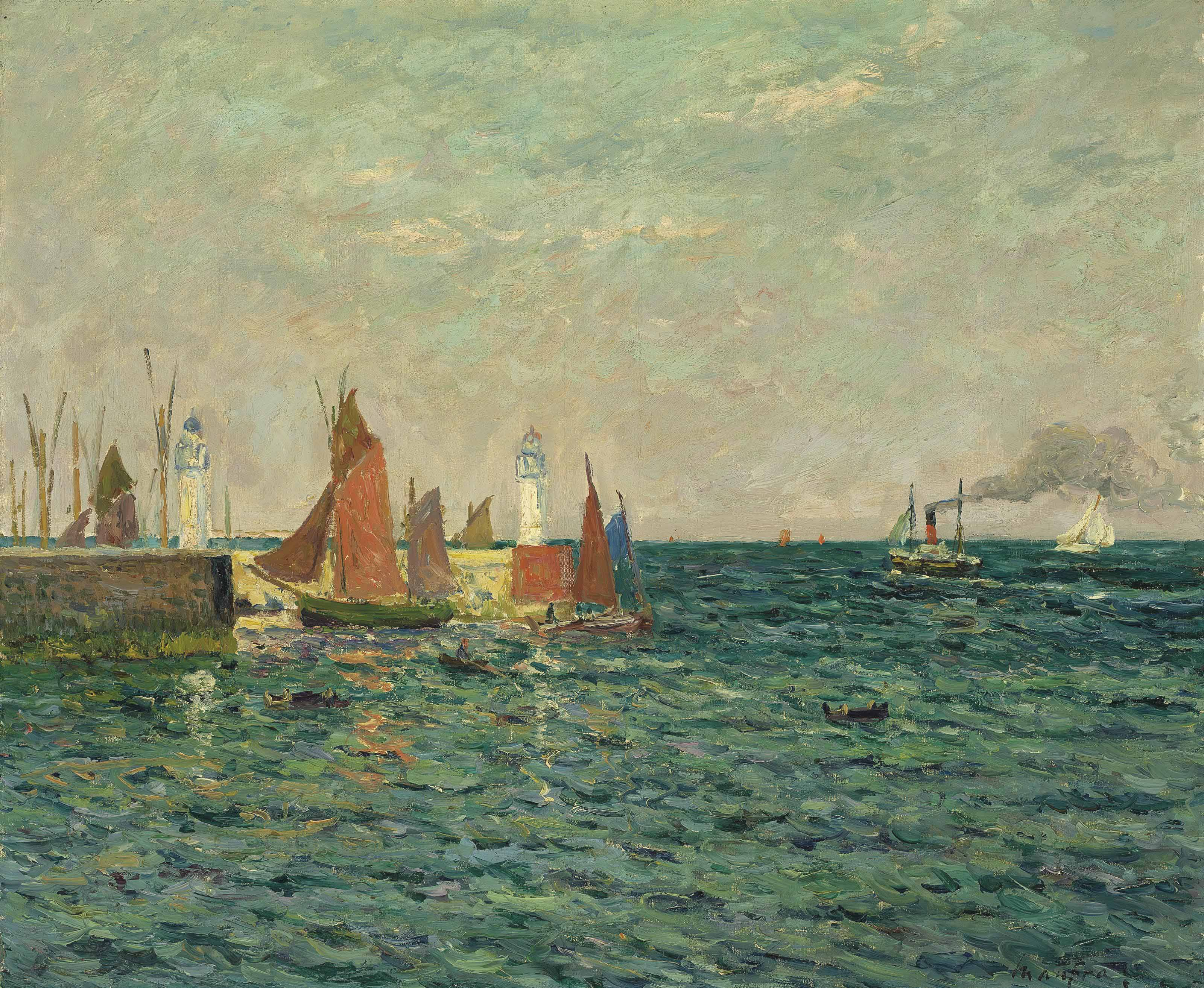
L'entrée du port de Palais, par Maxime Maufra (1861-1918)

L'Abri du marin ferma en 1965 et fut démoli par la suite en raison de l'aménagement des quais.

#### La poursuite de l'essor progressif du tourisme
- en 1911, création du syndicat d'initiative ;
- en 1918, première colonie de vacances qui s'installe dans l'ancienne villa du baron de L'Espée, prêtée par ses héritiers au diocèse de Nancy ;
- en 1927, Le Palais est classée station de tourisme[51]. Une taxe de séjour y est perçue.

#### La Seconde Guerre mondiale

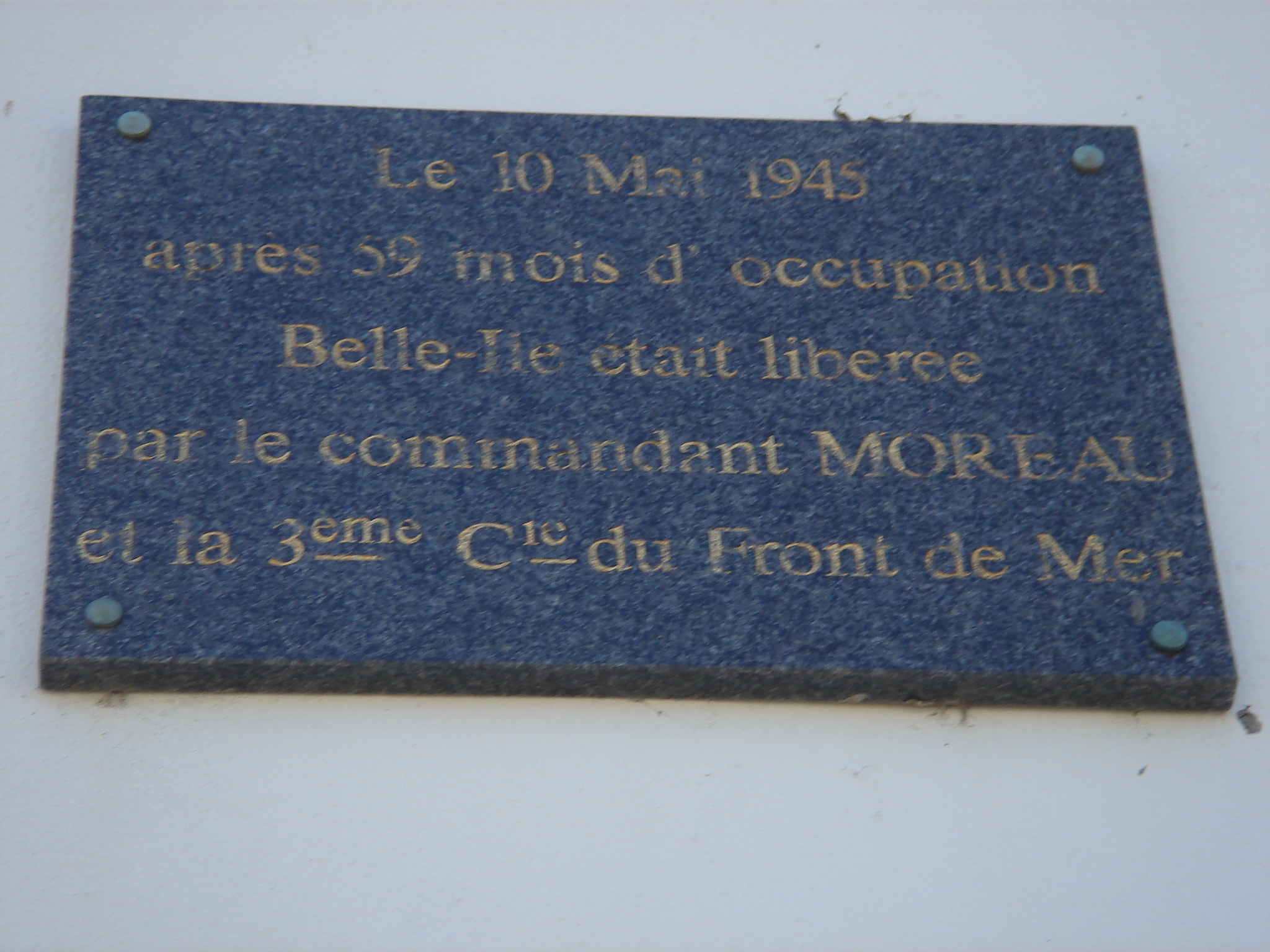
Plaque commémorant la libération de l'Île.

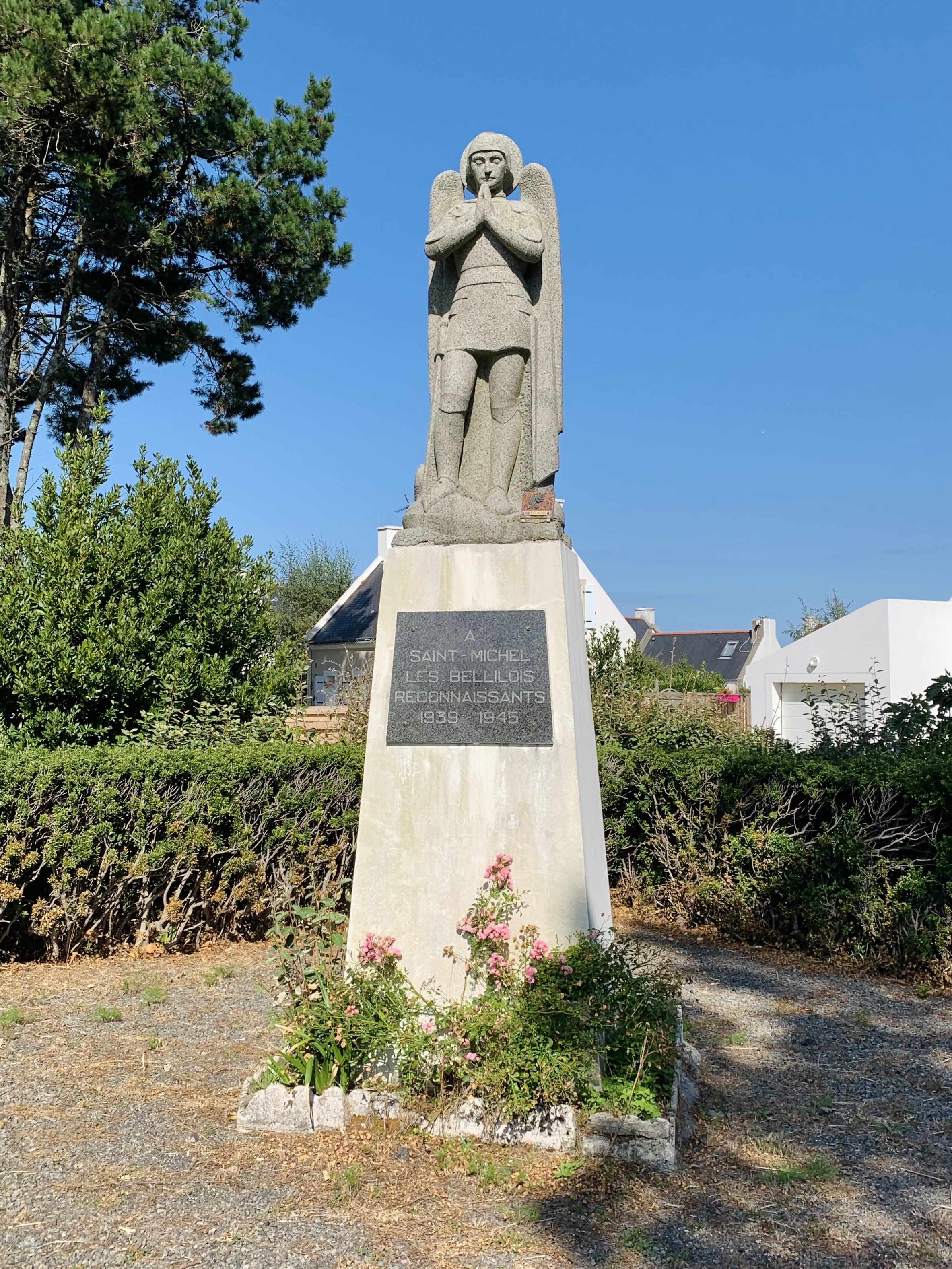
Statue de Saint Michel des Bellilois reconnaissants 1939-1945.

Durant la Seconde Guerre mondiale, les Allemands s'installent sur l'île et réquisitionnent le château de Bordonéo qui est représenté sur un service de table en faïence de Quimper commandées pour la table du commandant dont il reste quelques exemplaires. Contrairement au premier gouverneur anglais de l'occupation de 1761, les commandants allemands se sont montrés très respectueux des personnes et des biens des Bellislois.
Ils construisent en janvier 1944 un abri infirmerie composé d'une salle d'examen, d'un bloc opératoire et de deux chambrées ; édifice restauré entre 2012 et 2015.
Le bombardement total des villes de Palais, Quiberon, Auray et Vannes avait été prévu par les Américains dans son projet d'un second débarquement à Quiberon.

### LeXXIesiècle
En janvier 2015, le maire de Sauzon propose de centraliser les quatre communes en une commune unique. La communauté de communes élabore un document de présentation en avril. Le projet de création d'une commune nouvelle pour Belle-île est inscrit à l'ordre du jour du conseil communautaire du 29 juin, 15 votes sur 23 se prononcent en faveur du projet.

## Politique et administration

### Rattachements administratifs et électoraux

#### Circonscriptions de rattachement
Jusqu'en 2013, Le Palais fait partie du canton de Belle-Île et de l'arrondissement de Lorient. En 2014, dans le cadre de la réforme territoriale, un nouveau découpage territorial pour le département du Morbihan est défini par le décret du 21 février 2014. La commune cesse d'être un chef lieu de canton pour être est rattachée au canton de Quiberon.

#### Intercommunalité
La commune est membre de la communauté de communes de Belle-Île-en-Mer qui est notamment chargée du retraitement des déchets, avec un site de tri, de retraitement et d'enfouissement à Chubiguer, et du traitement des eaux usées, dont une nouvelle station a été inaugurée en juillet 2014.
Le Palais adhère aussi au syndicat mixte du pays d'Auray, qui regroupe 24 des 28 communes du pays d'Auray et les 4 communes de Belle-Île.

### Administration municipale

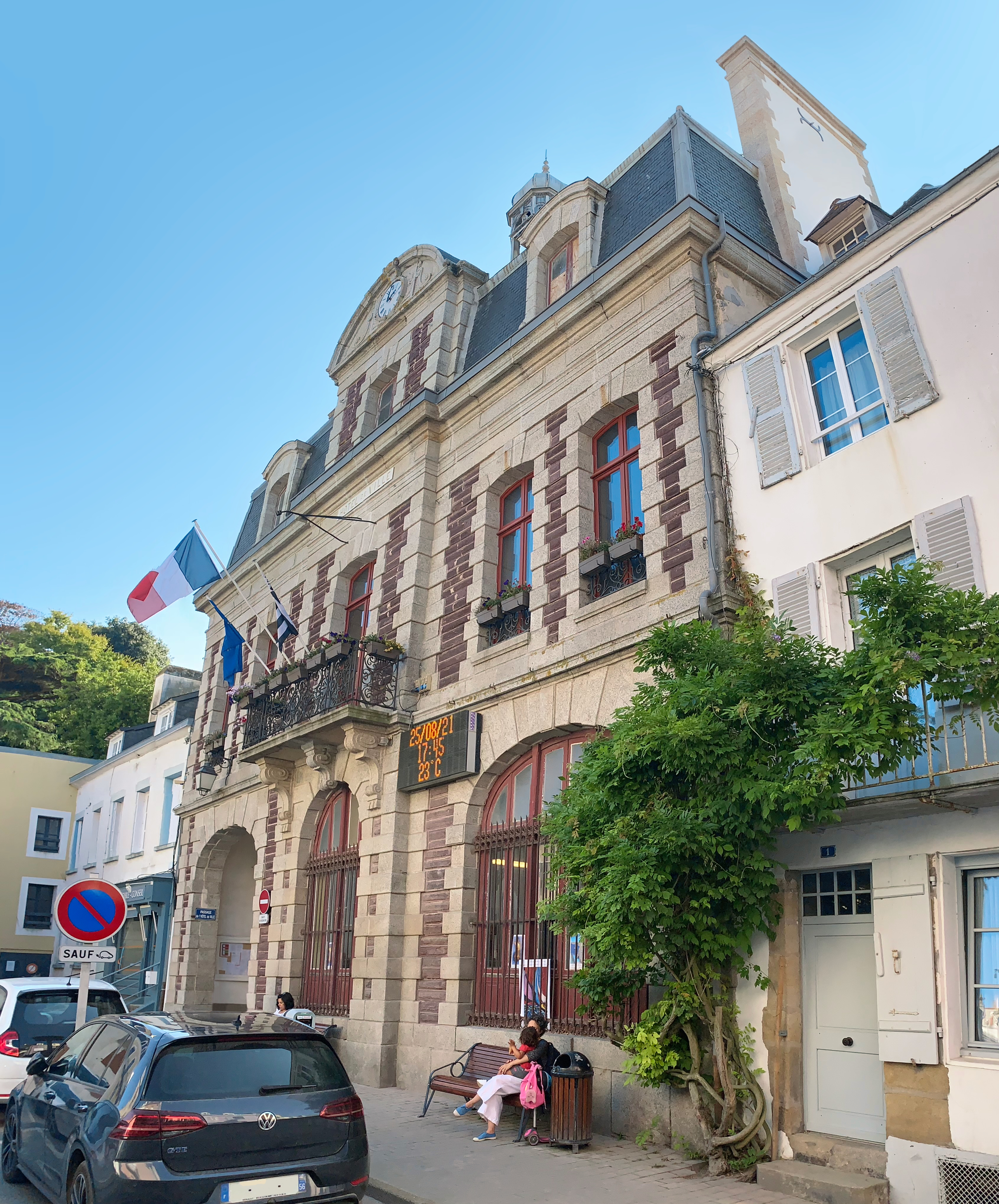
L'Hôtel de ville de Palais.

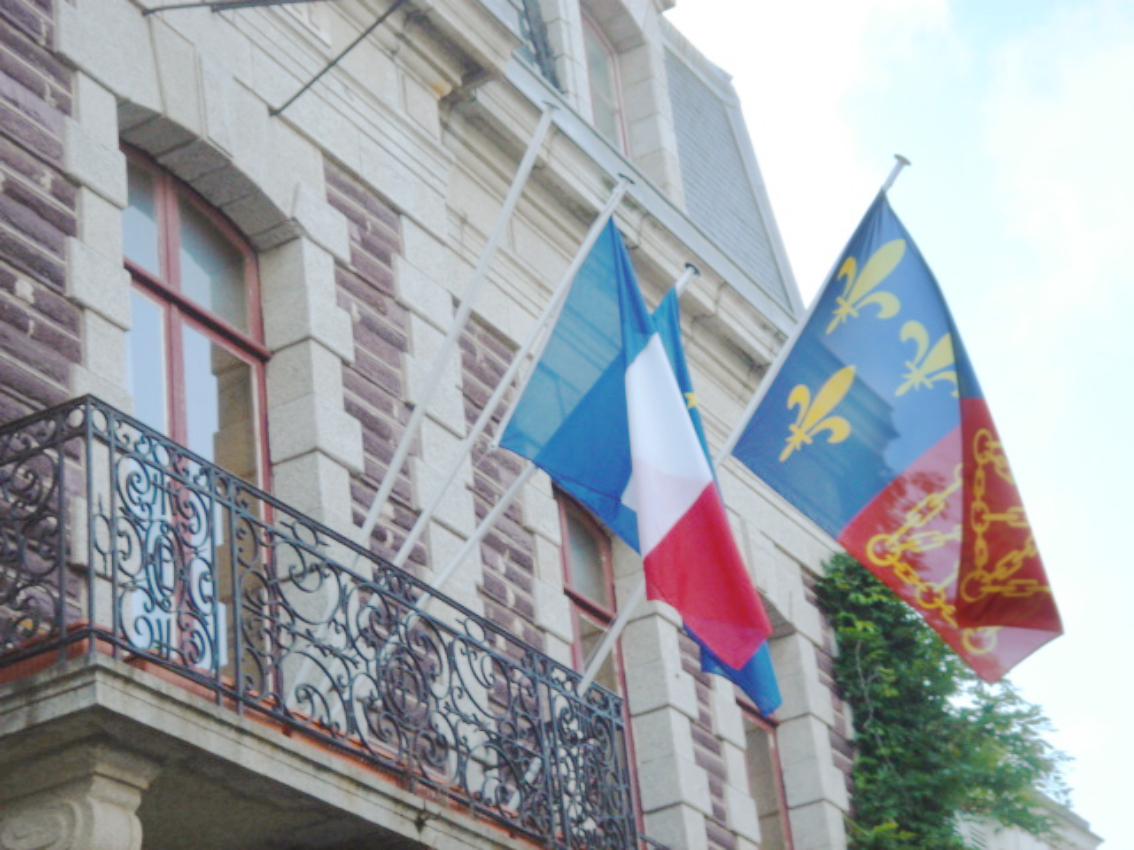
La mairie pavoisée aux armes de la ville.

Le nombre d'habitants au dernier recensement étant compris entre 2 500 et 3 499, le nombre de membres du conseil municipal est de 23.

### Liste des maires
Le Palais est érigée en municipalité en 1793.

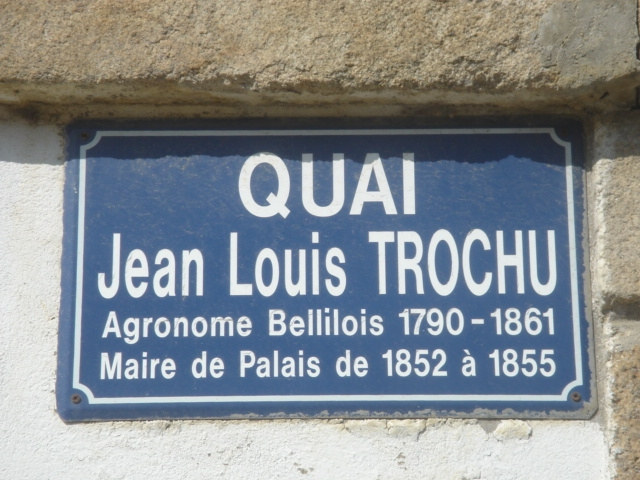
Plaque de rue.

### Jumelages et partenariats
La commune est jumelée avec celle de Font-Romeu, et avec le bâtiment-école Tigre de la Marine nationale[réf. nécessaire].

## Population et société

### Démographie
Les habitants de la commune sont appelés les Palantins.
| 1793  | 1800  | 1806  | 1821  | 1831  | 1836  | 1841  | 1846  | 1851  |
| ----- | ----- | ----- | ----- | ----- | ----- | ----- | ----- | ----- |
| 2 504 | 2 367 | 3 107 | 3 258 | 3 584 | 3 646 | 4 544 | 4 551 | 4 972 |

| 1856  | 1861  | 1866  | 1872  | 1876  | 1881  | 1886  | 1891  | 1896  |
| ----- | ----- | ----- | ----- | ----- | ----- | ----- | ----- | ----- |
| 4 845 | 4 896 | 4 852 | 5 456 | 4 885 | 4 801 | 5 126 | 5 113 | 4 931 |

| 1901  | 1906  | 1911  | 1921  | 1926  | 1931  | 1936  | 1946  | 1954  |
| ----- | ----- | ----- | ----- | ----- | ----- | ----- | ----- | ----- |
| 4 964 | 4 949 | 4 950 | 3 185 | 3 206 | 2 802 | 2 786 | 2 208 | 2 724 |

| 1962  | 1968  | 1975  | 1982  | 1990  | 1999  | 2005  | 2006  | 2010  |
| ----- | ----- | ----- | ----- | ----- | ----- | ----- | ----- | ----- |
| 2 728 | 2 661 | 2 634 | 2 389 | 2 435 | 2 457 | 2 537 | 2 526 | 2 552 |

| 2015  | 2020  | 2022  | - | - | - | - | - | - |
| ----- | ----- | ----- | - | - | - | - | - | - |
| 2 579 | 2 536 | 2 576 | - | - | - | - | - | - |

## Services publics

### Justice
Il n'y a pas d'institution judiciaire sur la commune, mais un huissier de justice, un avocat, un expert géomètre, une gendarmerie assurant les fonctions de police judiciaire, des assistantes sociales et un office notarial.
Le tribunal d'instance, le tribunal de grande instance, le tribunal pour enfants, le tribunal de commerce et le conseil de prud'hommes se trouvent à Lorient, tandis que le tribunal administratif se trouve à Rennes, la cour d'appel et la cour administrative d'appel se trouvent à Nantes, la cour d'assises à Vannes.

### Enseignement
Située dans l'Académie de Rennes, on trouve trois écoles du premier degré sur la commune, l'école maternelle communale des Remparts, l'école primaire communale Stanislas-Poumet, et l'école élémentaire privée catholique Sainte-Anne. On y trouve aussi deux collèges, le collège public Michel-Lotte et le collège privé Sainte-Croix (en référence à Abbaye Sainte-Croix qui a repeuplé et administré l'île depuis le XIe siècle jusqu'en 1570).

### Santé, secours
On trouve au Palais un hôpital public, l'hôpital Yves-Lanco qui a succédé à l'ancien hôpital royal Saint-Louis fondé au XVIIe siècle par Madame Fouquet et Saint Vincent de Paul. Il a été reconstruit en 2019 et a pris le nom d'Hôpital de Belle-Île-en-Mer avec un service d'urgences où consultent le médecin des sapeurs-pompiers, plusieurs médecins, plusieurs infirmières et une pharmacie. On y trouve également un établissement d'hébergement pour personnes âgées dépendantes (EHPAD), implanté sur deux sites, l'EHPAD La Vigne et l'EHPAD La Saline.
Le centre de secours des sapeurs-pompiers comptant un effectif de trente-six personnes et onze véhicules a été installé dans un nouveau bâtiment à Kersablen en juin 2014. Durant la saison estivale, les effectifs de secours à terre ou en mer, et de la sécurité, sont renforcés par des agents supplémentaires des sapeurs-pompiers, de la Société nationale de sauvetage en mer (SNSM) et de la gendarmerie nationale.

### Culte

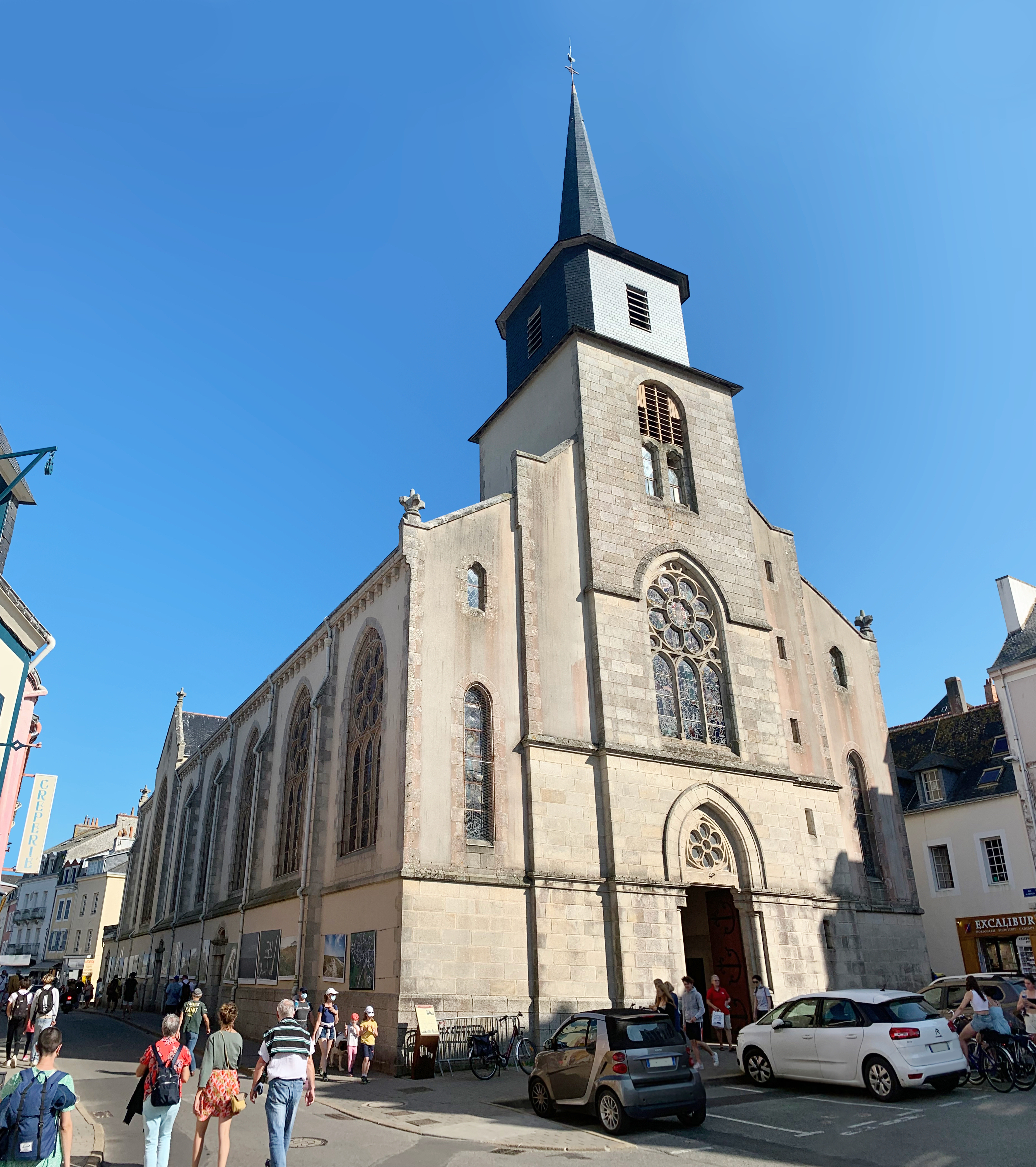
L'église Saint-Gérand.

Paroisse catholique, église Saint-Gérand, Écoles catholiques, Secours catholique.

### Sports
La commune comporte un complexe sportif, comprenant un terrain de sport, une salle omnisports, une salle de gymnastique, un dojo, plusieurs courts de tennis et une rampe de skate. Depuis 2014, il est administré par la communauté de communes de Belle-Île.

### Culture
La ville de Palais possède une bibliothèque municipale devenue médiathèque en 2021, la salle d'exposition Omnibus à la mairie, la salle polyvalente Arletty qui peut se transformer en auditorium de 300 places qui appartient à la Communauté de communes, une salle de cinéma municipal.
L'ancienne chapelle Saint-Sébastien est en cours de restauration pour créer une nouvelle salle d'exposition municipale.
Le Musée de la citadelle situé dans la Citadelle Vauban présente des collections historique sur l'histoire de Belle-Île.

### Autres services publics
Palais possède un service de police municipale dont l'effectif est renforcé l'été.
On trouve également une poste, une agence d'Électricité de France, une permanence du Conseil d'architecture, d'urbanisme et d'environnement (CAUE), l'antenne du Conservatoire du littoral est à Sauzon.
En juillet 2014, une grande partie de l'île bénéficie du très haut débit mobile 4G.

## Économie

### Revenus de la population et fiscalité
En 2011, le revenu fiscal médian par ménage était de 25 833 €, ce qui plaçait la commune du Palais au 23 444e rang parmi les 31 886 communes de plus de 49 ménages en métropole.
En 2009, 53 % des foyers fiscaux étaient imposables, pour 52 % sur le département.

## Activités économiques
En 2010, sur 509 établissements présents sur la commune, 8 % relevaient du secteur de l'agriculture (pour une moyenne de 16 % sur l'ensemble du département), 7 % du secteur de l'industrie, 11 % du secteur de la construction, 64 % de celui du commerce et des services (pour 53 % sur le département) et 11 % du secteur de l'administration et de la santé. Cinq ans plus tard, en 2015, sur 510 établissements présents sur la commune, 3 % relevaient du secteur de l'agriculture (pour une moyenne de 10 % sur le département), 6 % du secteur de l'industrie, 11 % du secteur de la construction, 69 % de celui du commerce et des services et 10 % du secteur de l'administration et de la santé.

### Agriculture et pêche
On peut trouver sur le marché ou dans les boutiques du Palais :
- de l'agneau de Belle-Île, élevé dans des prés salés ;
- des fromages de chèvre de l'île ;
- des poissons et des crustacés (crabes, araignées, homards, crevettes, coquillages) pêchés ou ramassés sur place ;
- des conserves de sardines et d'autres poissons La Belliloise ;
- du miel des abeilles noires de l'île ;
- des légumes biologiques des maraichages de l'île.

Sont fabriqués sur le territoire de la commune :
- de la bière artisanale locale La Morgate, brassée à Port Salio ;
- le whisky de la distillerie Kaerilis ;
- des biscuits, galettes, palets, sablés, gâteaux bretons, caramels, de la biscuiterie La Bien nommée ;
- des chocolats La Palantine.

Le comice agricole, présentation des éleveurs de Belle-Île, a lieu tous les deux ans. L'édition 2015 se déroule au bois du Génie, comprenant un défilé, des concours de chevaux, des présentations de vaches laitières, etc..

### Tourisme
Les locaux de l'office de tourisme qui se trouvaient sur le port à l'arrivée des bateaux, ont été rénovés en 2014, puis transférés en 2023 dans le centre du bourg près de la mairie.

## Culture locale et patrimoine

### Lieux et monuments

#### Ports
Le port de Palais est constitué de quatre bassins, l'avant-port, l'arrière-port d'échouage, le bassin à flot et le bassin de la saline.
Avant-port :
- Deux phares signalant l'entrée du port, les feux de Palais.
- Cale Bonnelle[91], accostage croisières pour les lignes maritimes Le Palais-Île-d'Houat et Hoëdic, Le Palais-Île aux Moines-Île d'Arz-Auray (l'été).
- Quai Bonnelle comportant
  - La gare maritime[91], anciens bureaux de la Compagnie morbihannaise et nantaise de navigation (SMN), repris par la Compagnie Océane, concessionnaire de la ligne régulière Le Palais - Quiberon depuis 2012, et, réservation passages bateaux et des billets de train SNCF ;
  - La capitainerie (bureau du port)[91], rénovée en 2013 ;
  - L'entrepôt frigorifique et l'entrepôt de fret.
- Quai de l'Arcadie, embarcadère pour le ferry Belle-Île-Quiberon[91].

La capitainerie du port se compose de cinq personnes, auxquelles s'ajoutent des saisonniers en été.

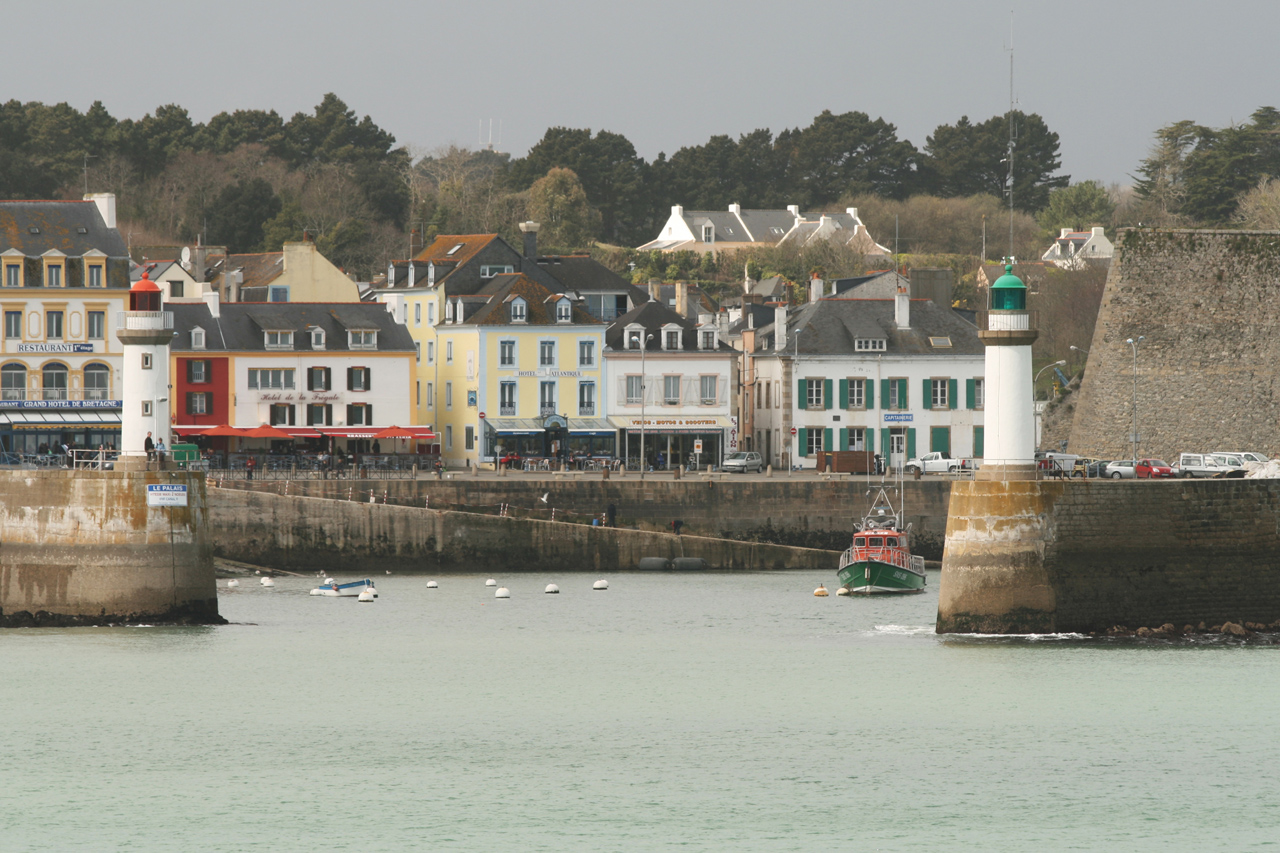
Les feux de Palais.
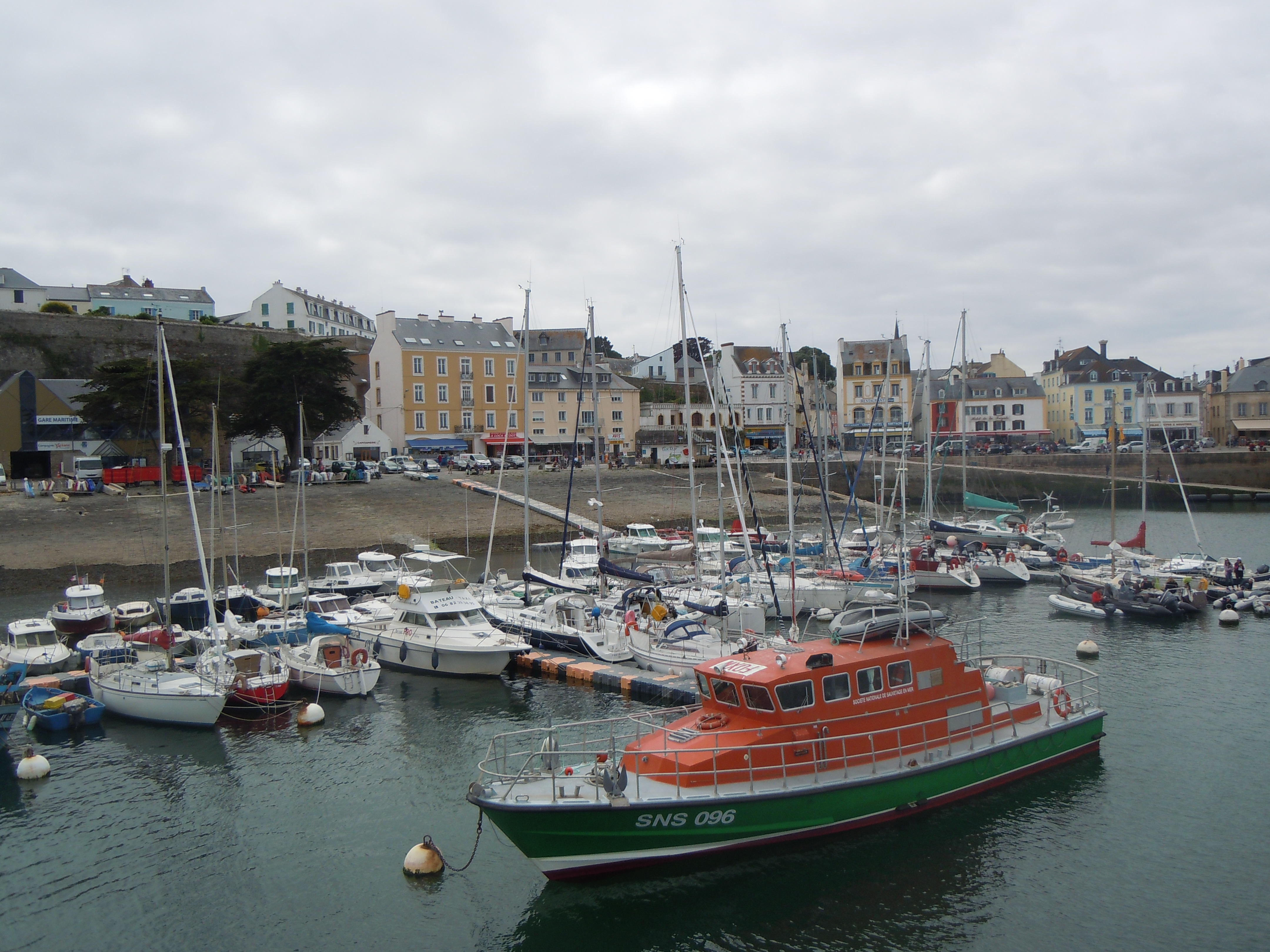
Quai Bonnelle.
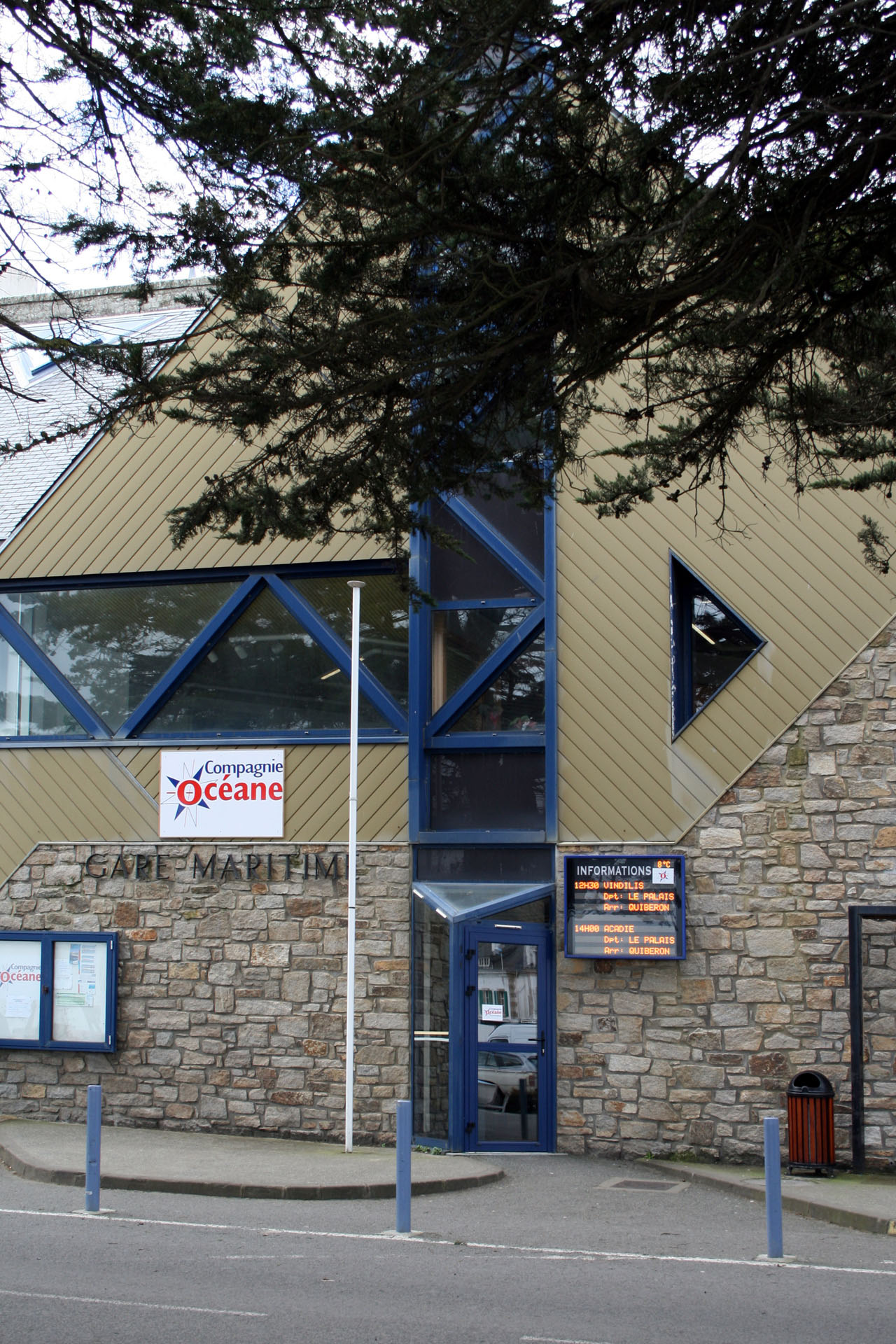
La gare maritime.
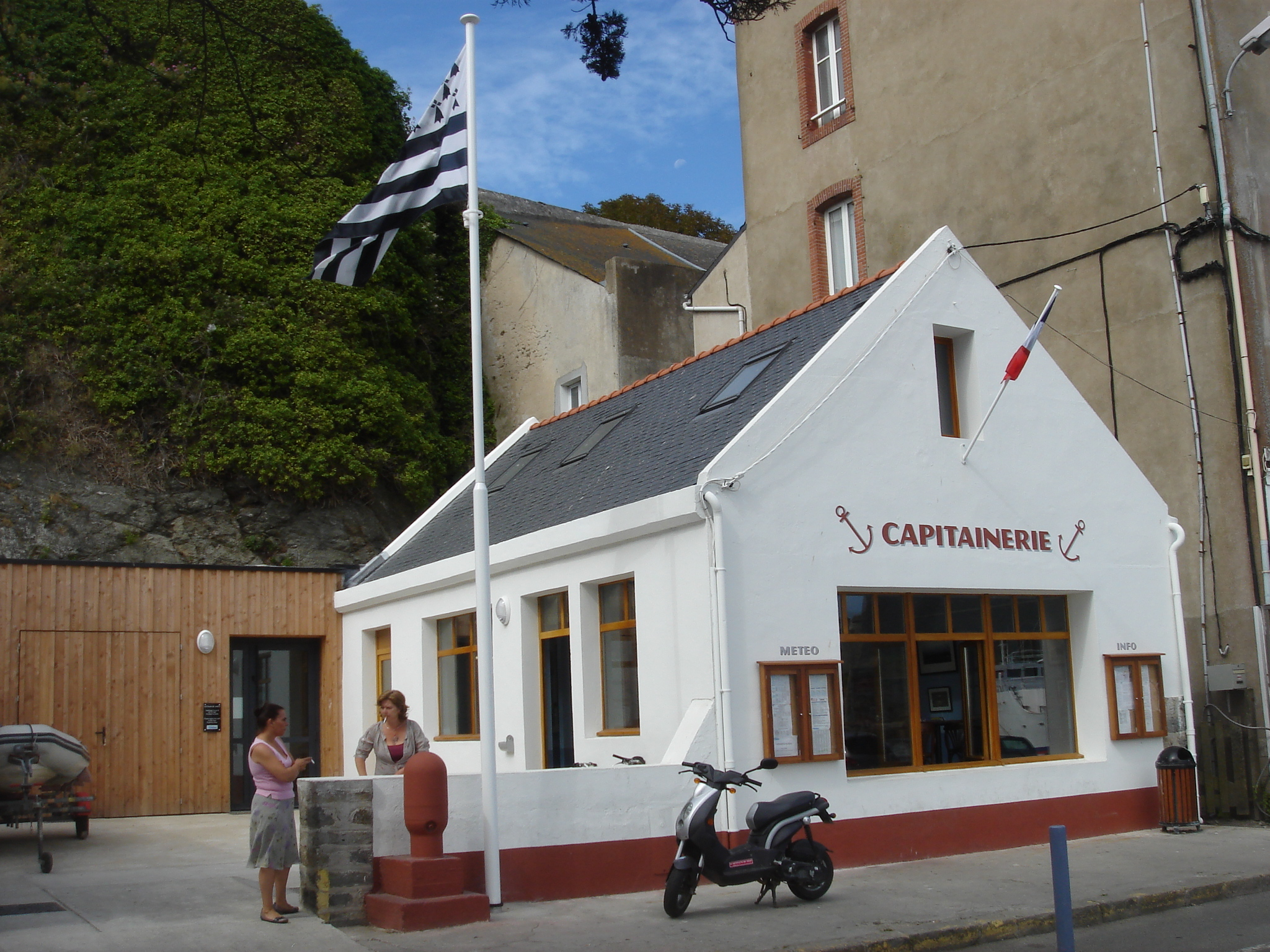
La capitainerie.
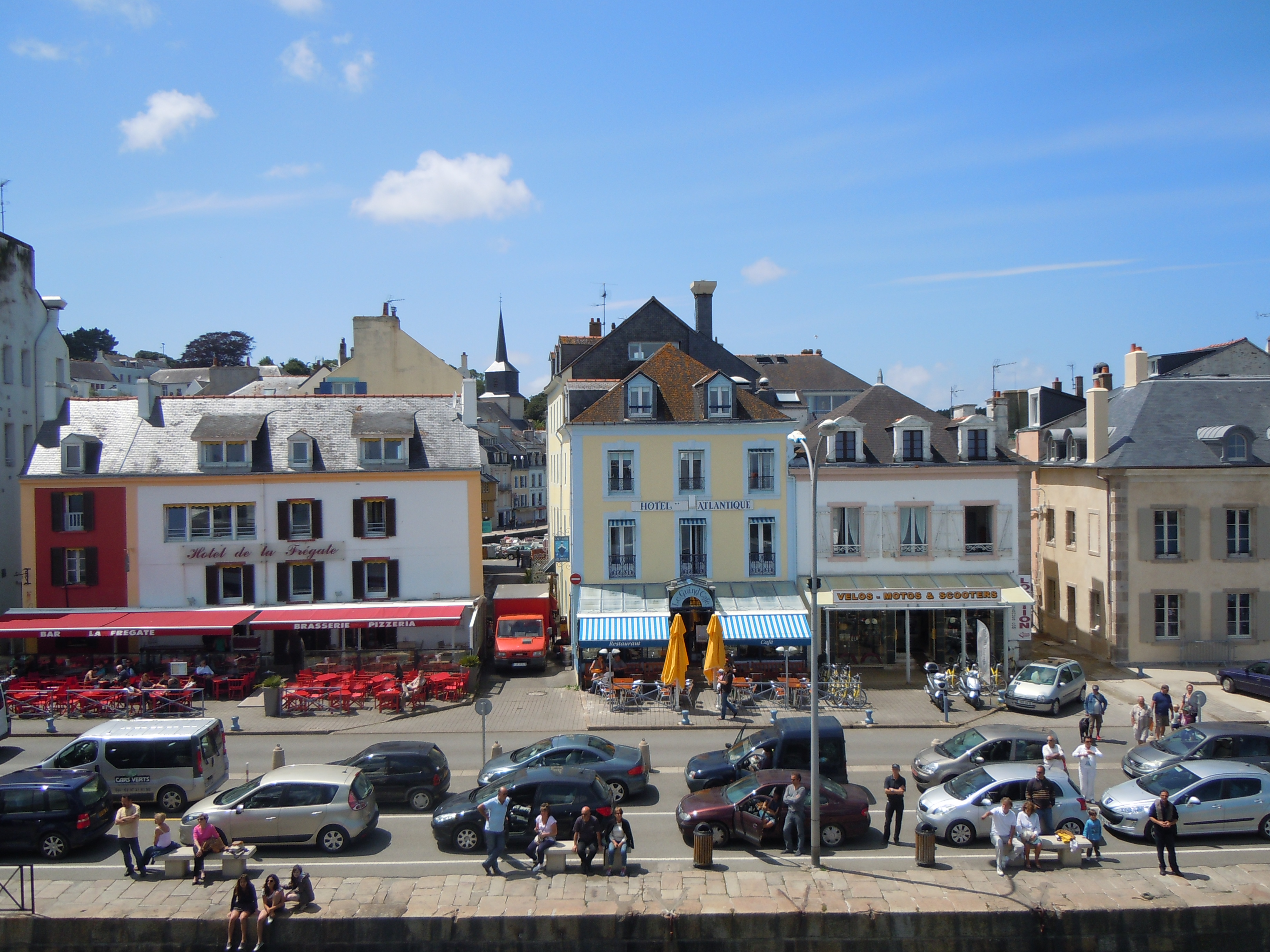
Quai de l'Acadie.

Après le chenal de l'Yser, on trouve l'arrière-port.
L'arrière port d'échouage reçoit des bateaux de pêche (quai de l'Yser, quai reconstruit au XVIIIe siècle,, quai Vauban, quai Jacques Le Blanc). Ensemble de maisons anciennes, écluse avec passerelle.
Après l'écluse, on trouve le bassin à flot, quai Gambetta, et les docks : bassin de commerce et bassin de plaisance. D'avril à juin 2014, 3 800 bateaux ont été accueillis au port, contre 3 300 l'année précédente.
Ensuite, quai Roussel, après le pont Orgo, on trouve le bassin de la Saline : emplacements hivernage bateaux, chantiers navals, accastillage.

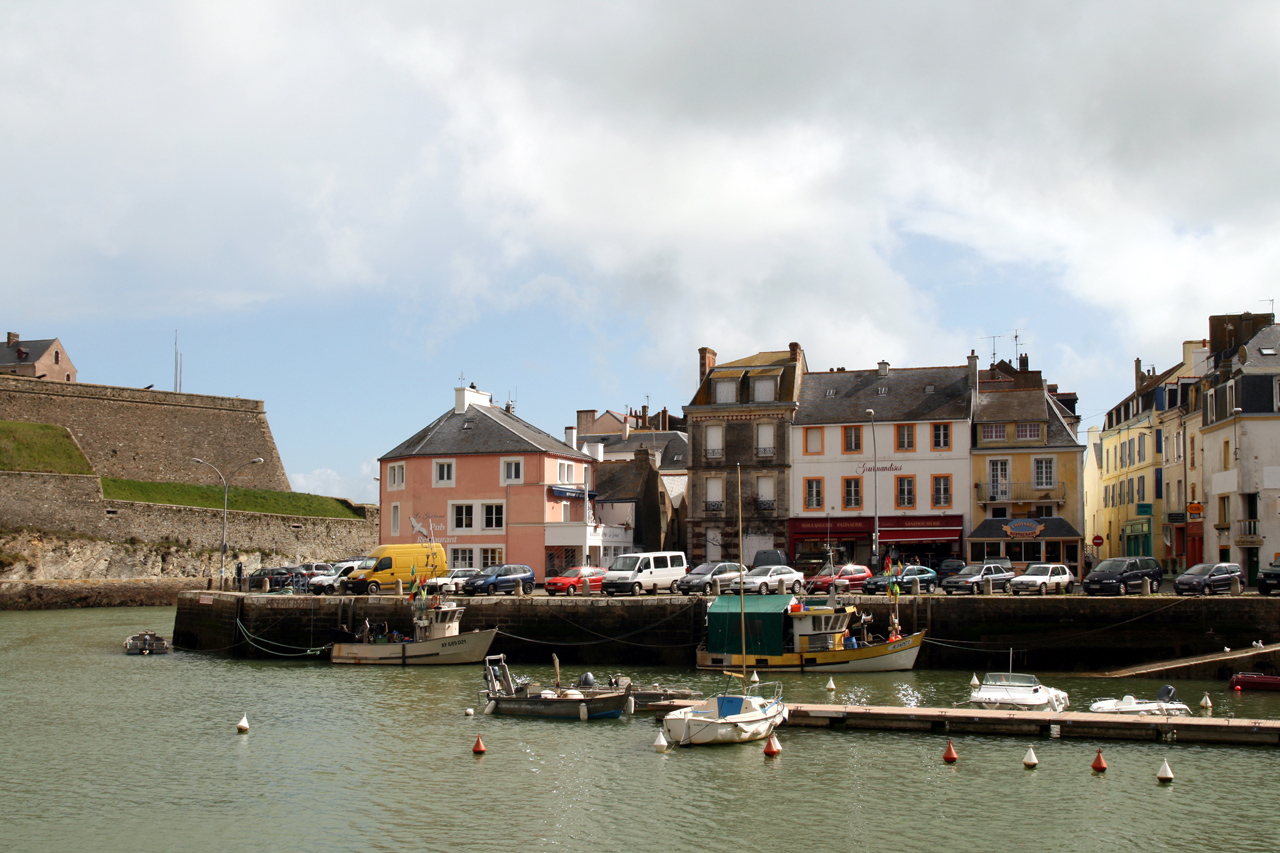
Quai Vauban.
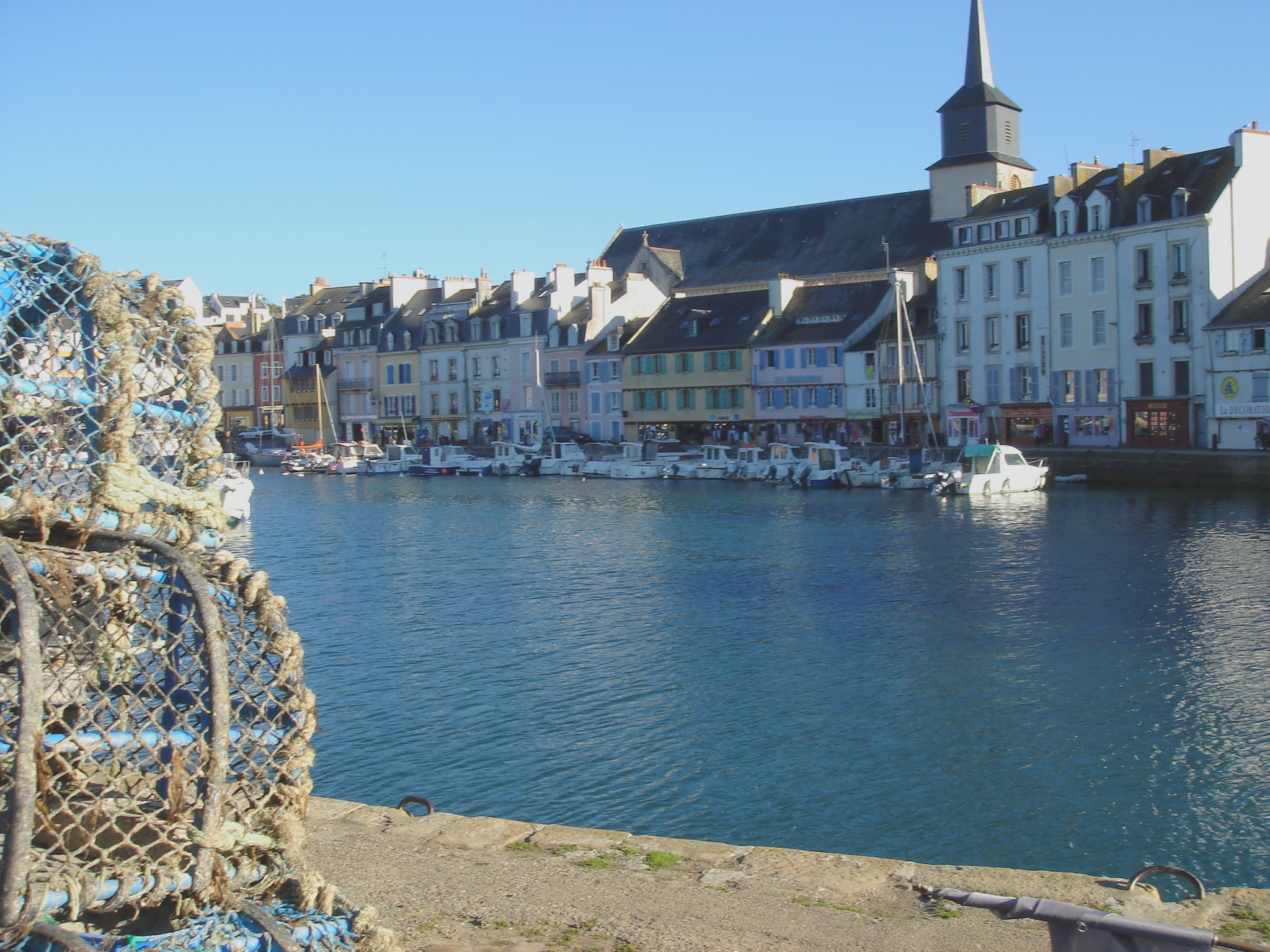
Quais Jacques-le-Blanc vu du chemin de halage.
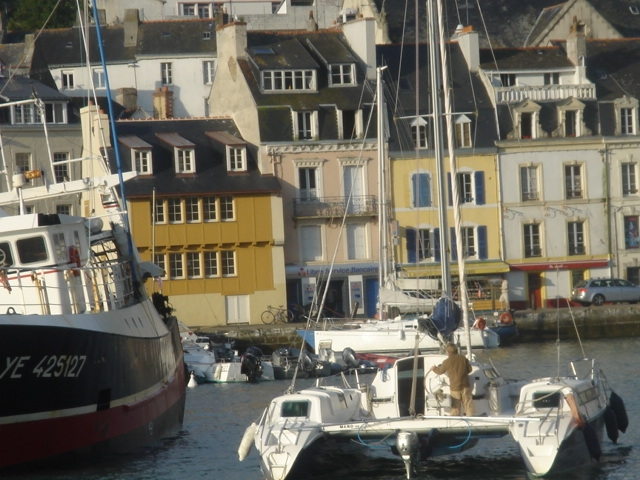
Le port en période animée.
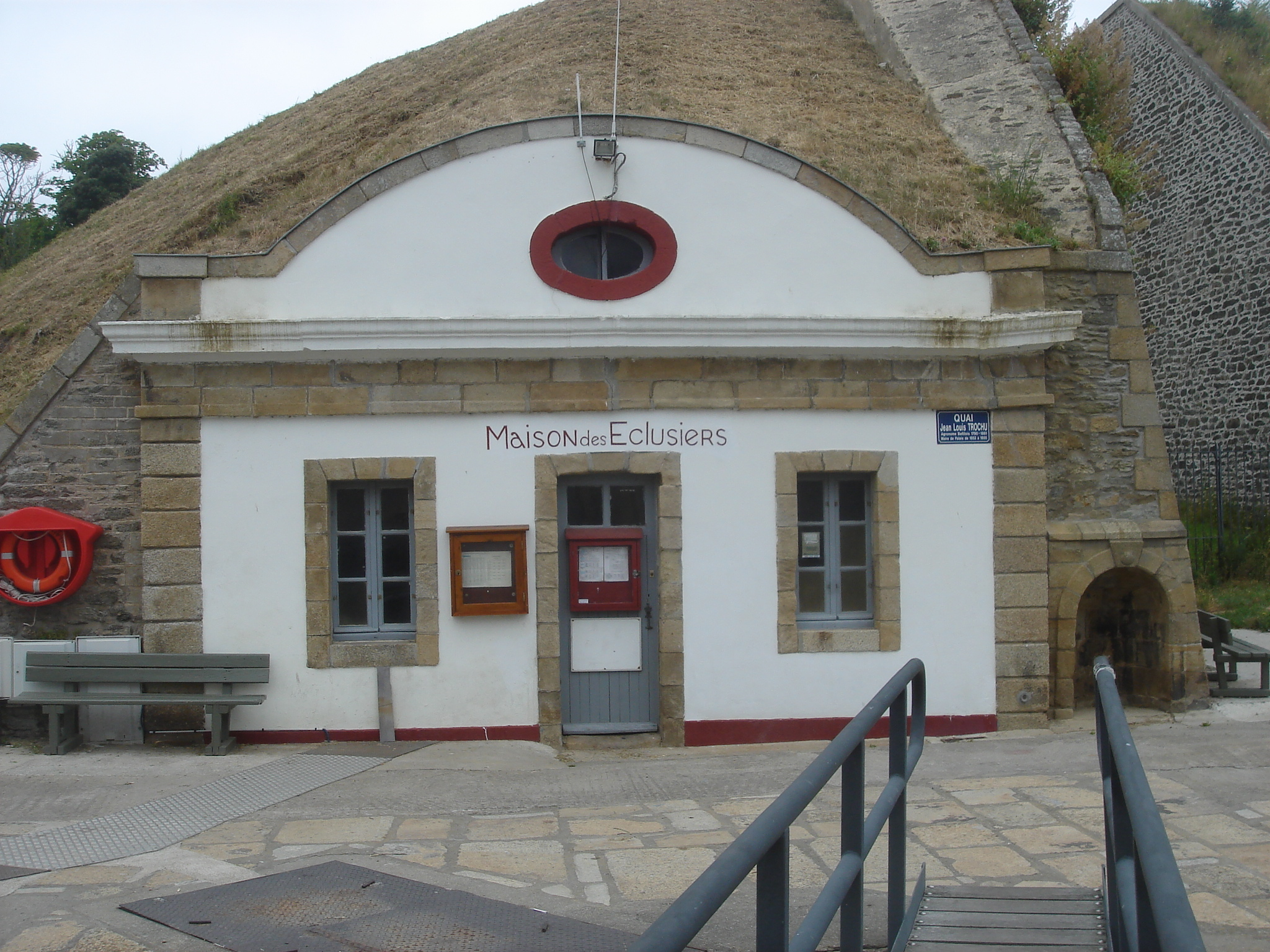
La maison des éclusiers.
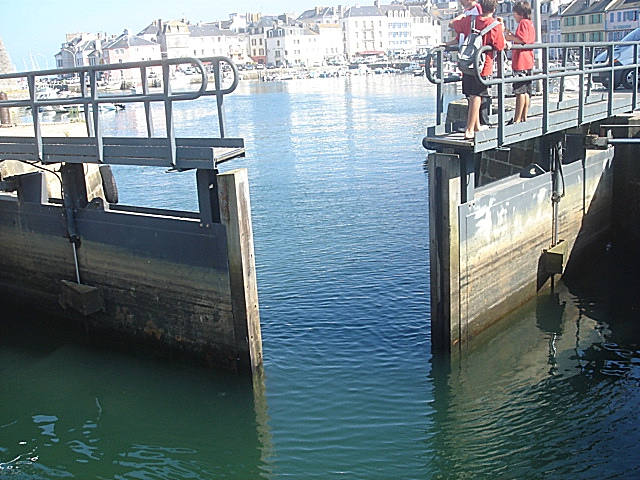
Écluse de Palais.
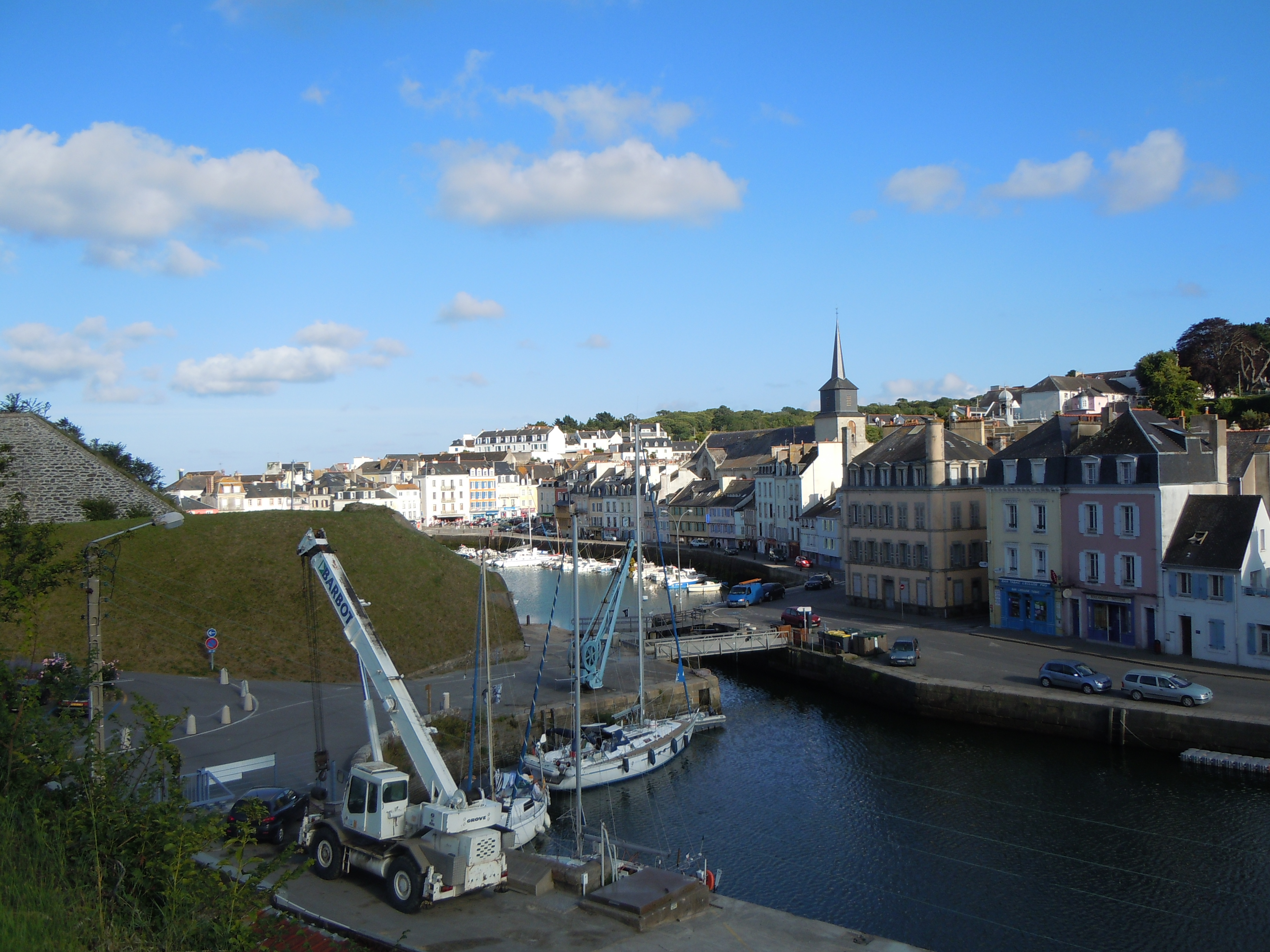
Écluse, passerelle et bassin à flot.
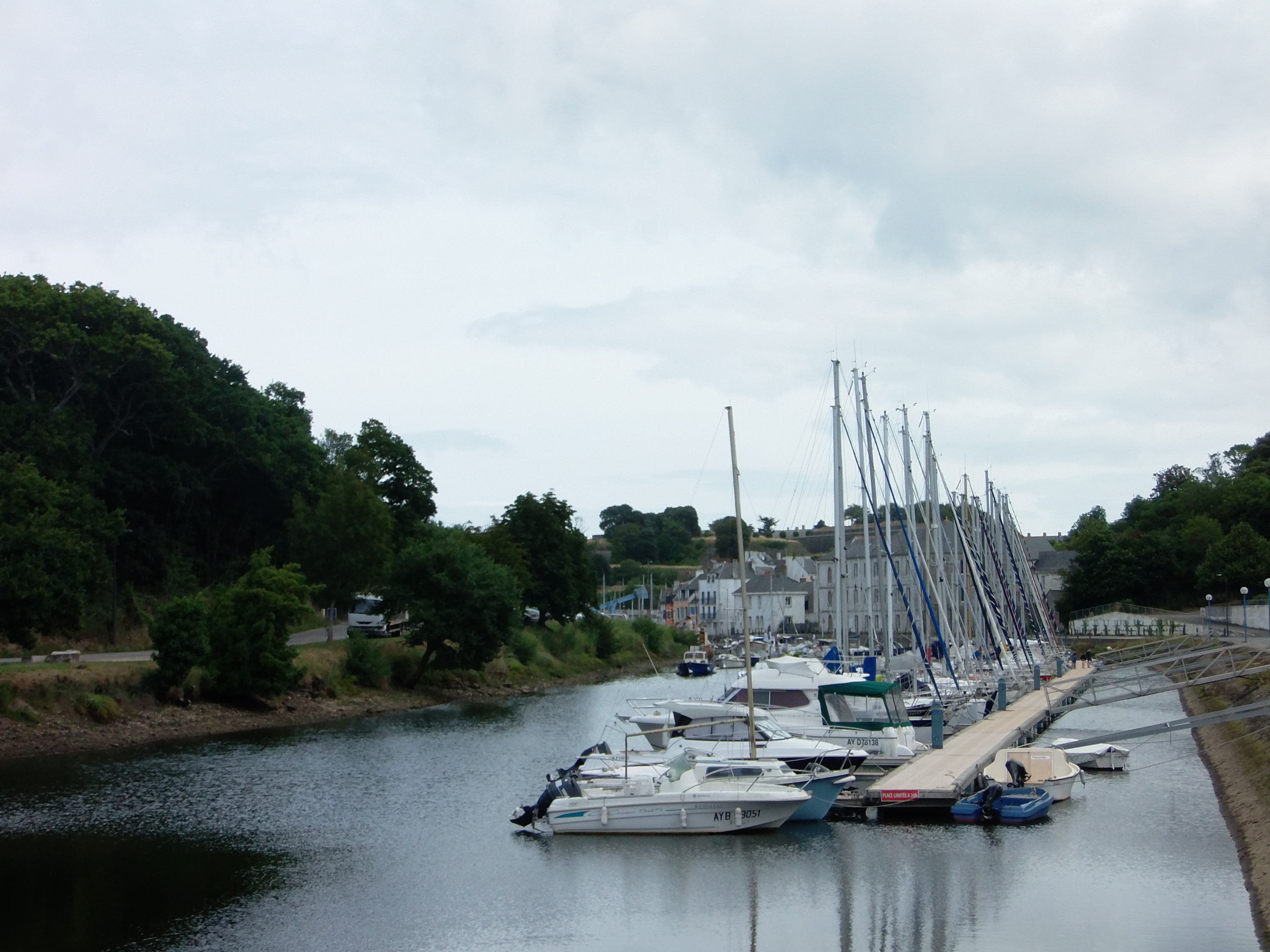
Le bassin de la Saline.
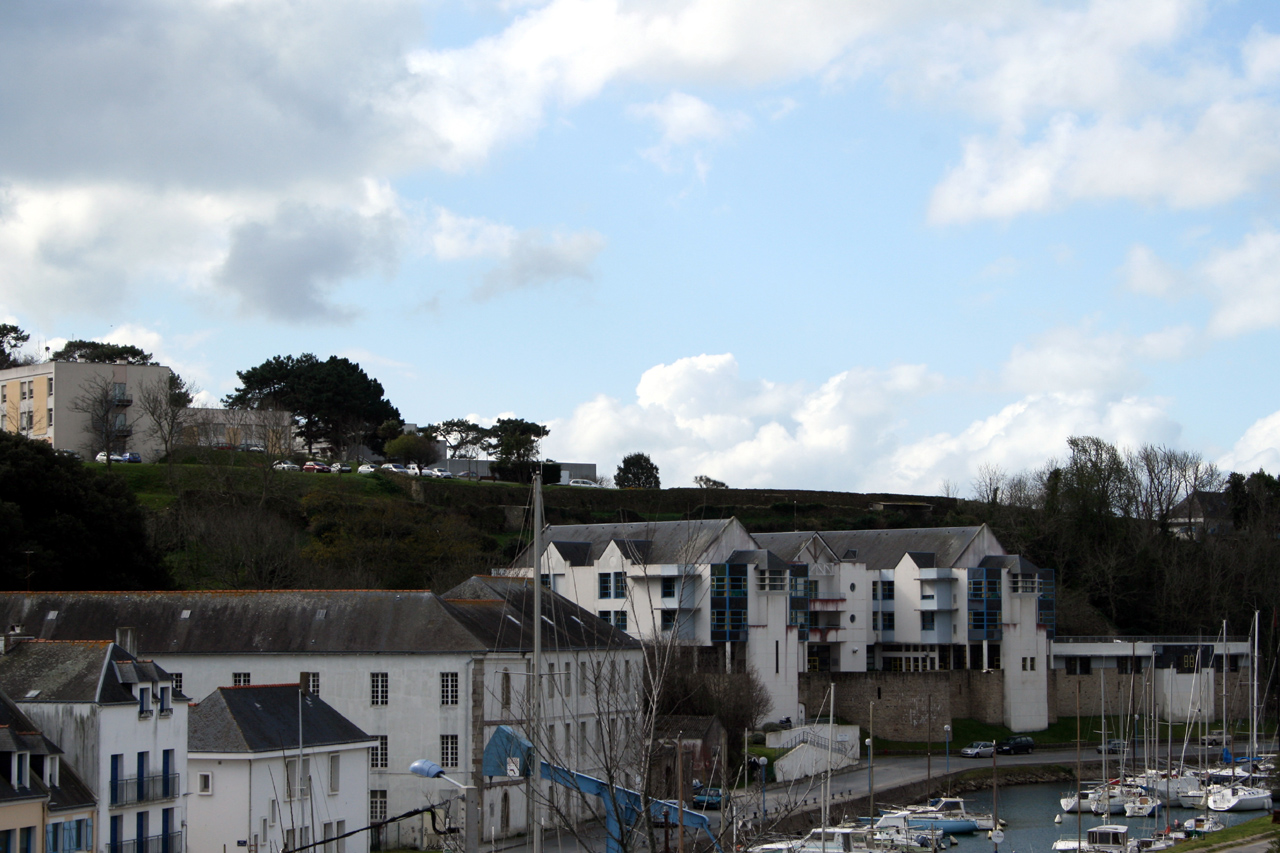
L'hôpital et la Saline.

#### Édifices civils
- l'hôtel de ville ;
- le château le Petit Pavillon Fouquet date des XVIIe et XIXe siècles, il est inscrit à l'inventaire général du patrimoine culturel[95].

#### Édifices religieux
On trouve sur la commune plusieurs édifices religieux :
- L'église paroissiale Saint-Géran ou du Christ-Roi (place de l'Hôtel de Ville) de 1905, remplaçant celle de 1677 incendiée en 1894[96],[97] ; sa construction en granit sur des plans du Chanoine Apgrall (1846-1926) a commencé en 1905 et ne s'est terminée qu'en 1992 avec la pose de la flèche en ardoise sur le clocher porche. Elle possède un remarquable ensemble de vitraux et de mosaïques, sortis des ateliers Mauméjean, ainsi qu'un orgue Cavaillé-Coll construit en 1875[98], probablement celui commandé par le baron de l'Espée pour sa villa dominant la mer, qui a bénéficié d'une restauration complète en 1992. On y trouve aussi des statues en bois polychrome du XVIIe siècle[99], dont une de Saint Louis ayant la physionomie de Louis XV jeune.
- La chapelle Notre-Dame (rue du Calvaire) du XVIIIe siècle et remaniée au XIXe siècle, est devenue le local paroissial de la fanfare des Guerveurs[100].
- La chapelle Saint-Sébastien (avenue Carnot) construite avant 1686 et désaffectée avant 1840, a été englobée dans l'ancien bâtiment du génie, près de la Porte Vauban[101].

#### Fortifications

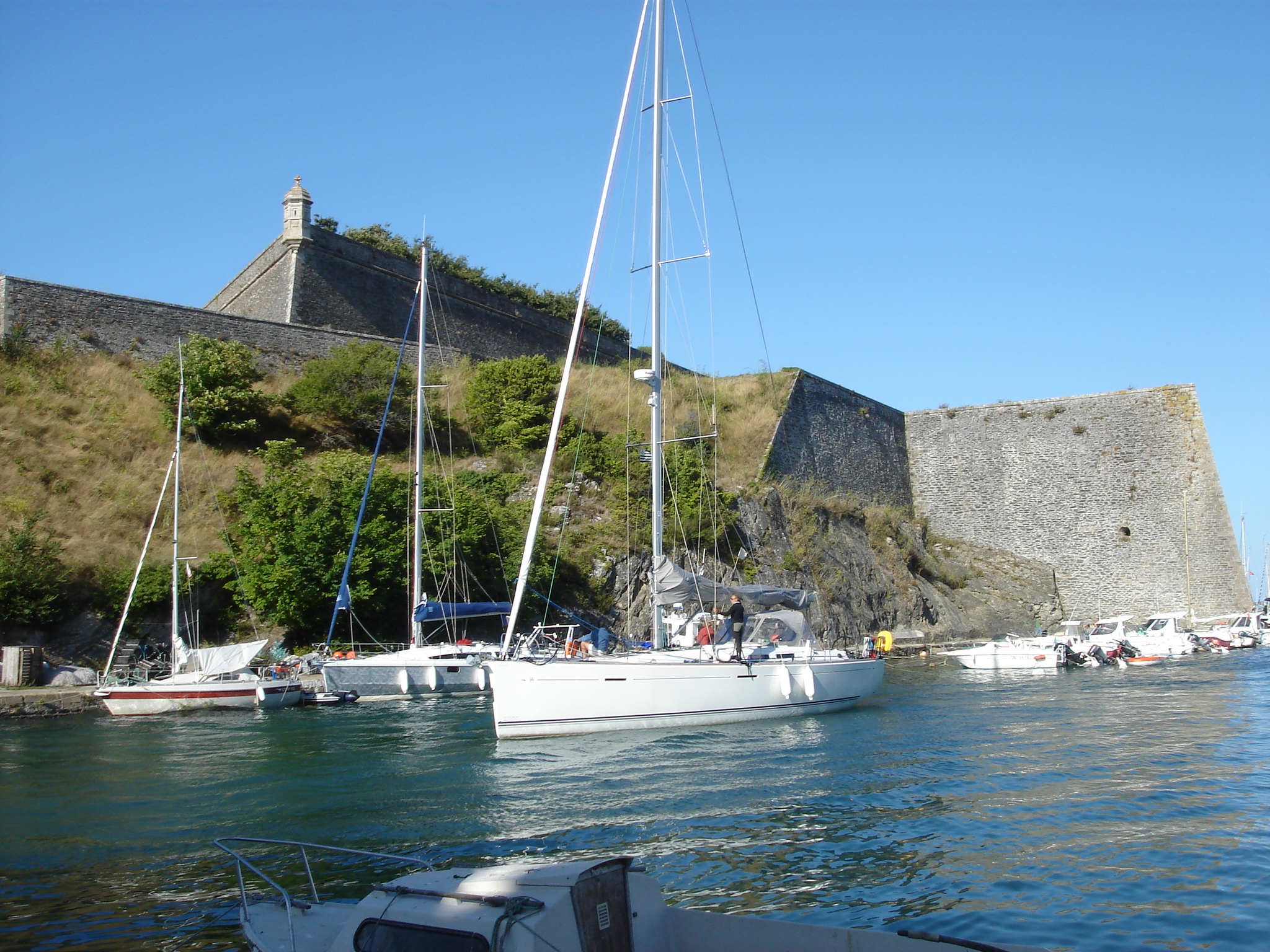
La citadelle depuis le port.

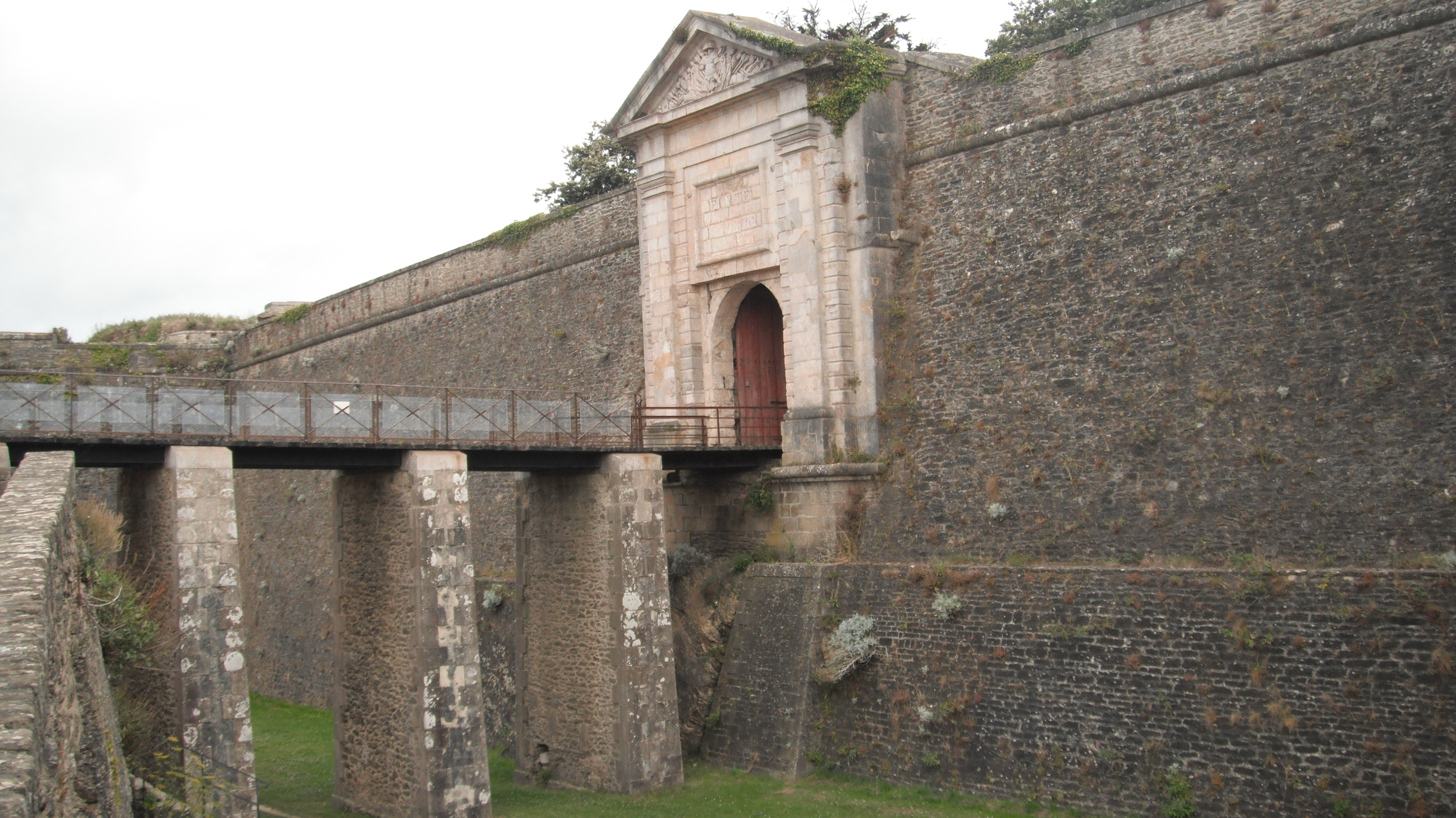
Porte du Donjon.

- Fort de Taillefer

##### Citadelle
La citadelle Vauban, classée Monument historique est un ancien fort royal qui a été construit sur la hauteur, dominant le port, et qui comporte les bâtiments suivants :
- le magasin à poudre de l'avancée, qui sert de salle d'expositions et de concerts ;
- le musée d'histoire de Belle-Île et de la ville de Palais ;
- l'Arsenal, avec un musée historique permanent (anciennes cartes de Bretagne, art de la guerre au XVIIe siècle), des expositions temporaires et une salle de concert ;
- le casernement du front de mer est un hôtel ;
- l'ancien logis du gouverneur est un restaurant ;
- l'ancien logement des officiers comporte le bureau du conservateur et les archives ;
- le reste de la citadelle est en partie visitable.

##### L'enceinte urbaine
L'enceinte urbaine du XIXe siècle, classée Monument historique, qui entoure la ville sur l'autre rive du port, est traversée par trois portes : la porte Vauban suivie de la porte de Bangor, et la porte de Port-Hallan. L'enceinte urbaine est aménagée en promenade : le réduit A est un musée de la nature (faune et flore), le bois du Génie est utilisé pour les fêtes, les concerts et par le club de pétanque.
L'enceinte fortifiée fait l'objet d'un classement au titre de la loi du 2 mai 1930, pour la partie plantée, faisant promenade municipale, entre l'enceinte de Vauban et les fortifications, depuis les portes Bangor et Vauban jusqu'au port et à la porte Locmaria, dite aussi Ramonette.

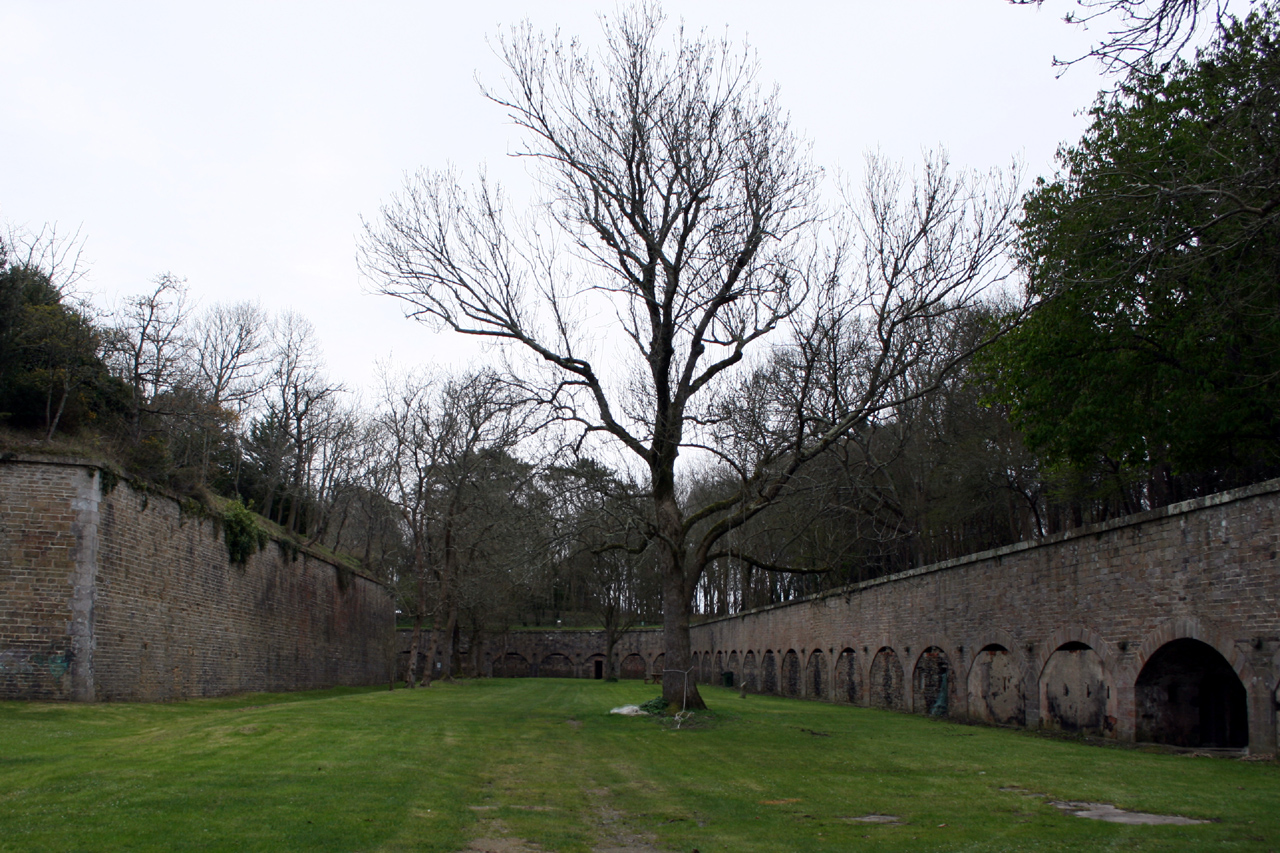
Enceinte urbaine.
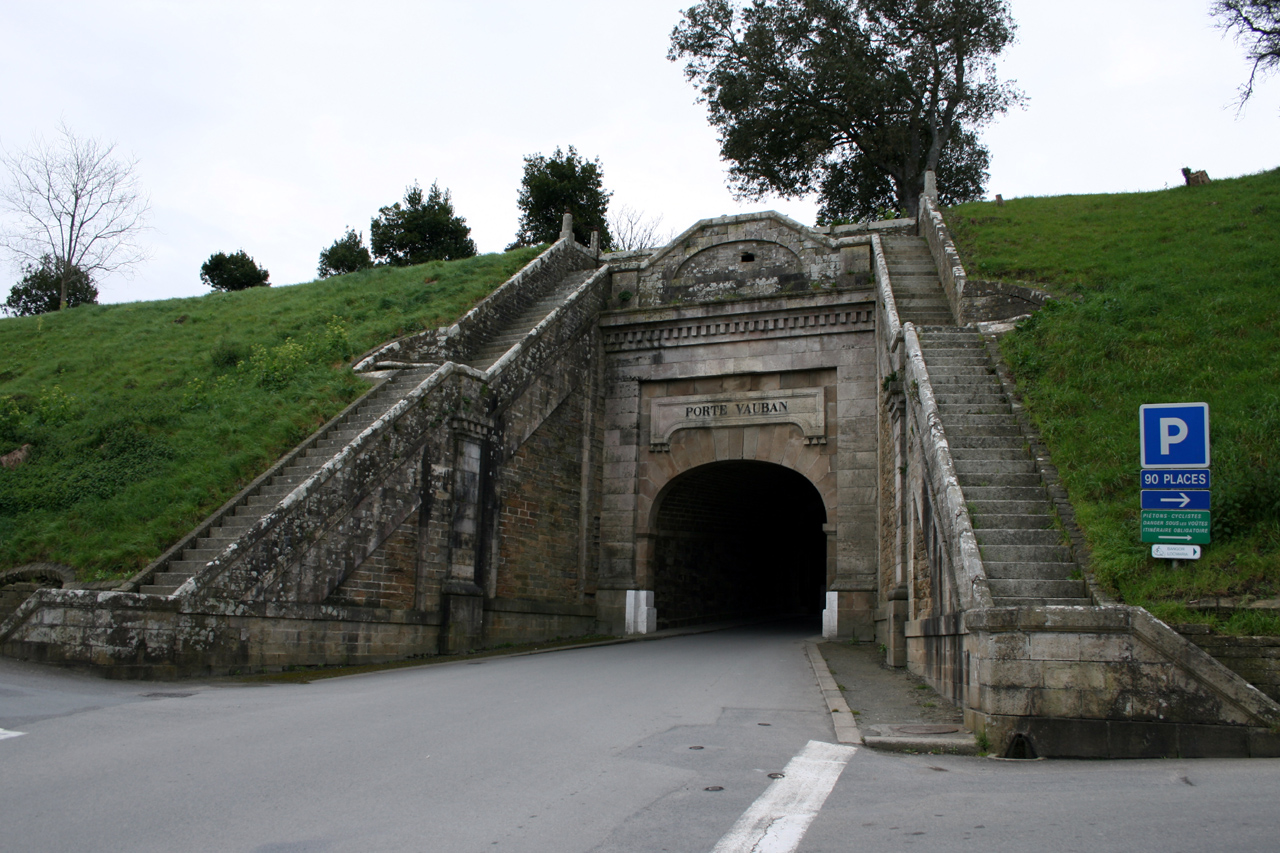
La porte Vauban.
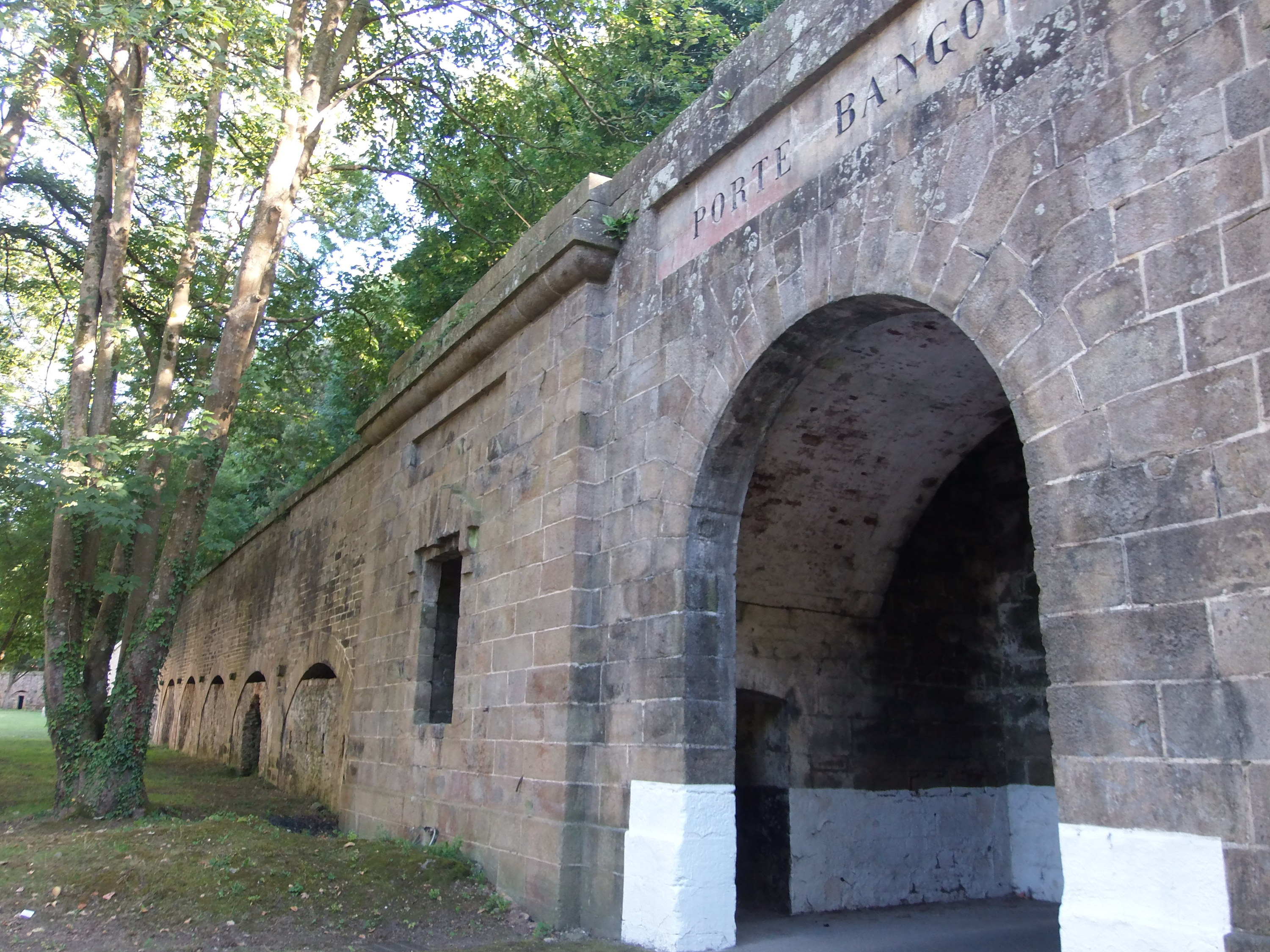
Fortifications porte Bangor.
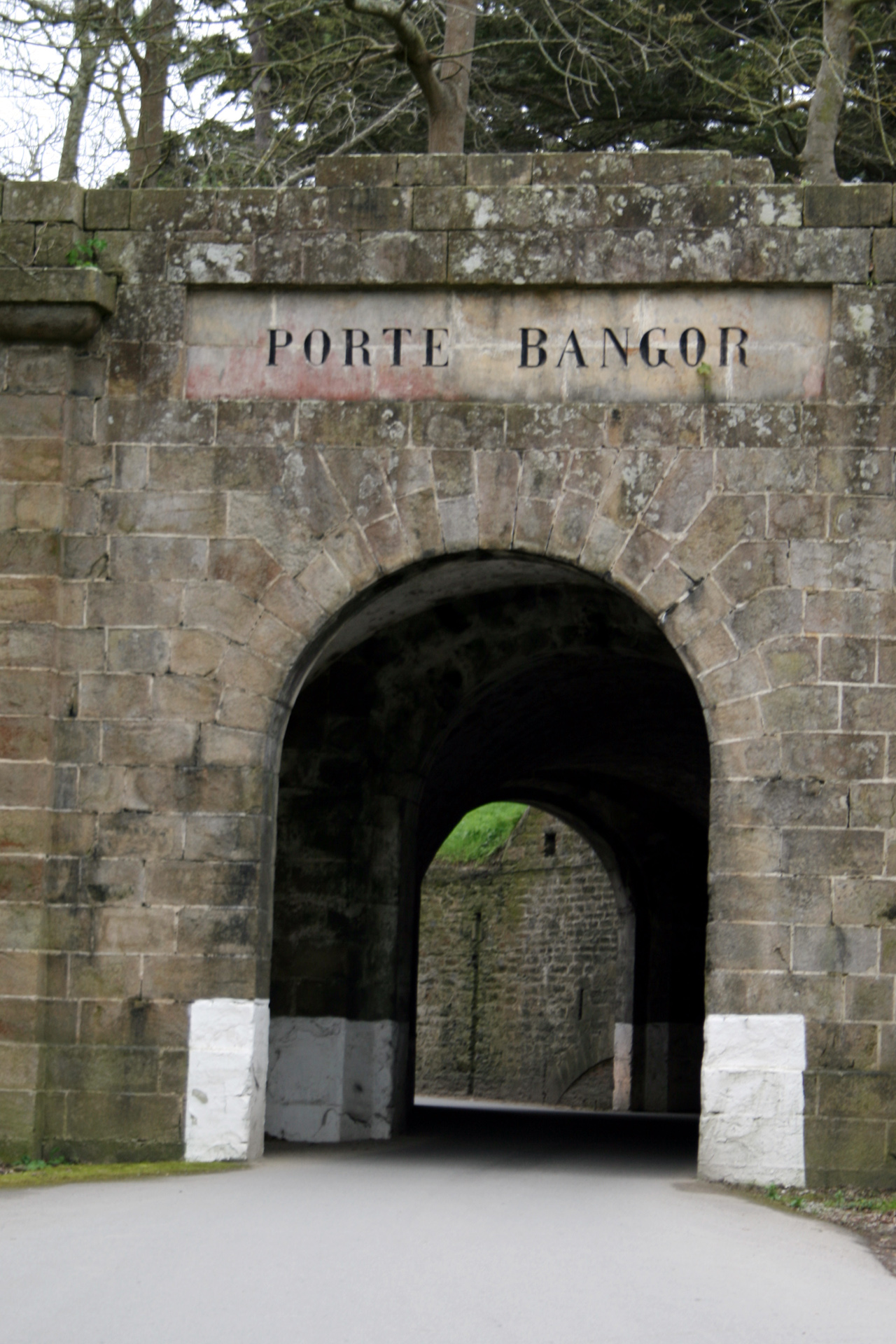
La porte Bangor.
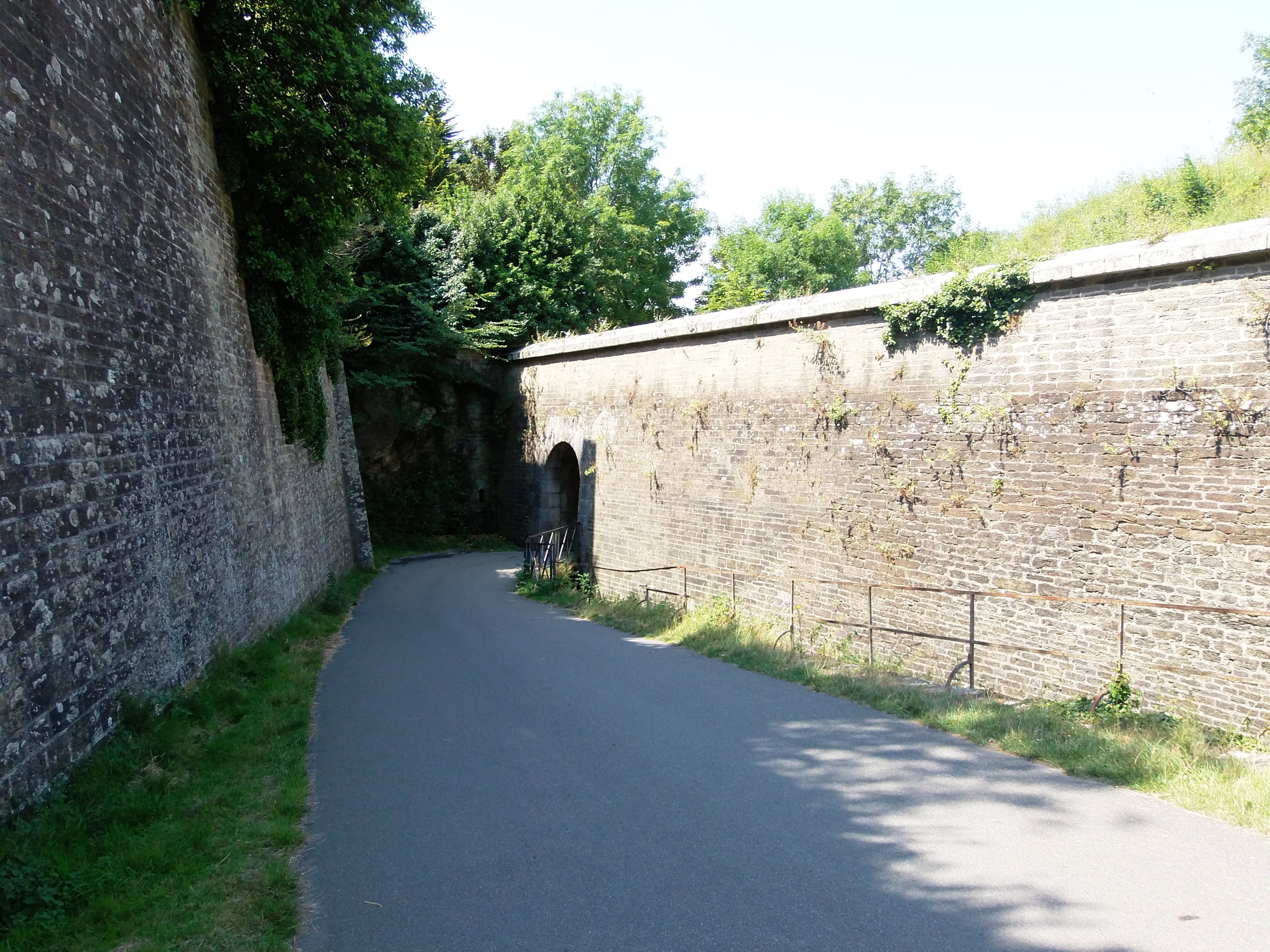
Fortifications porte Locmaria.
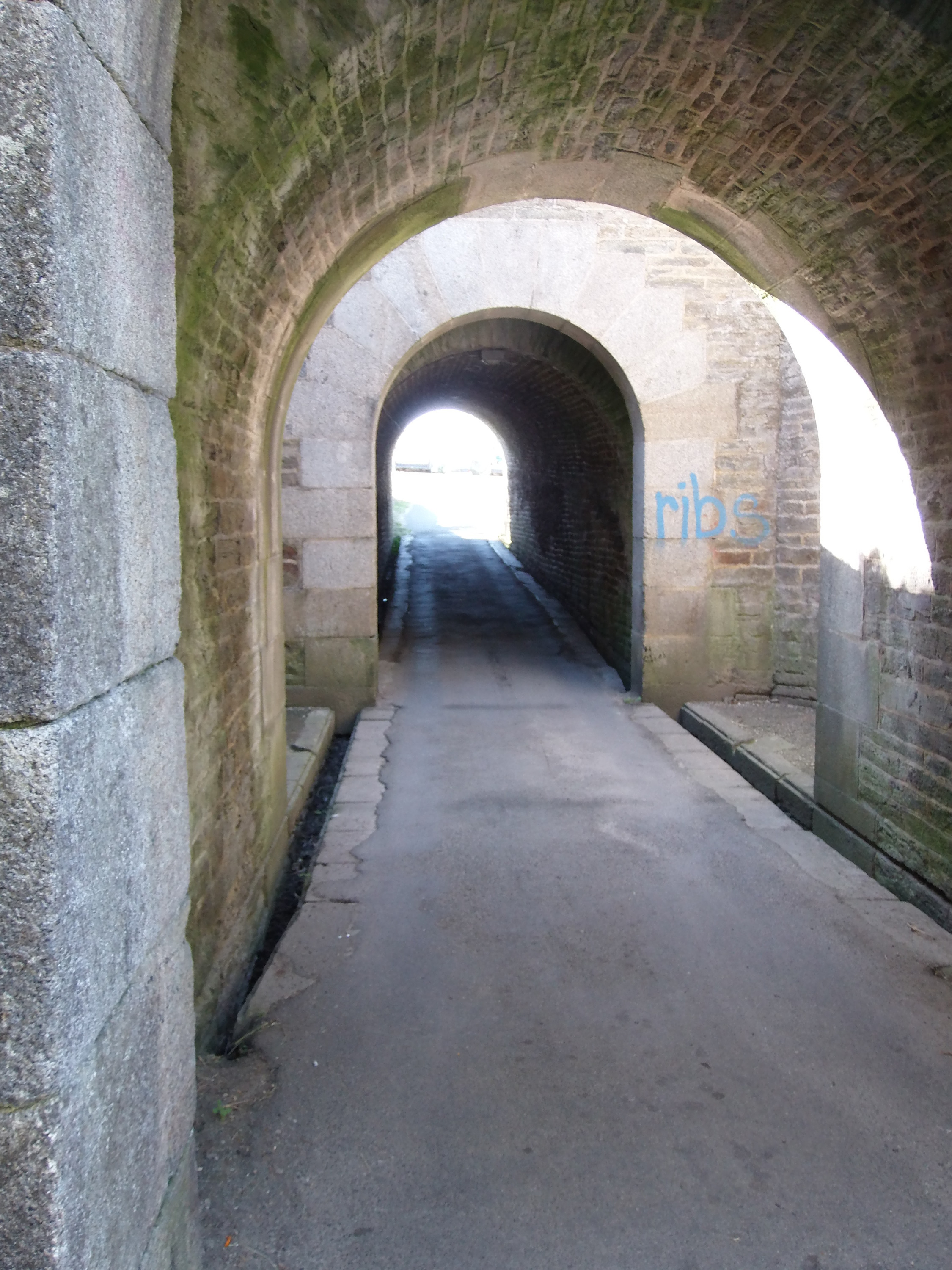
Porte Locmaria (Ramonette).

#### Autres lieux et monuments
- Domaine de Bruté, ancien domaine de l'agronome Gabriel Bruté de Rémur (1726-1786), puis du général Louis Jules Trochu, ensuite maison de correction pour mineurs, actuellement colonie de vacances des enfants du personnel travaillant au ministère de la Justice ;

### Équipements culturels
La commune compte un espace culturel, la médiathèque L'île lettrée, et un cinéma.

### Chemins côtiers

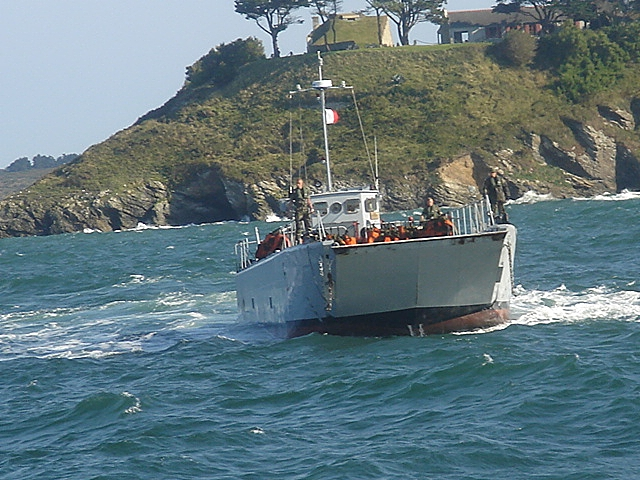
Barges du régiment de Marsouins de Vannes doublant la Pointe de Ramonette avant d'entrer dans le port.

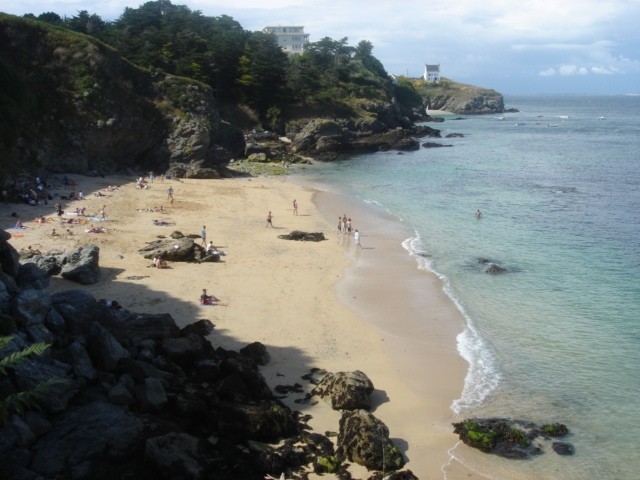
Plage de Castoul.

Chemins côtiers balisés (GR), vers Grand-Sable et Locmaria (Sud) :
- Plage de Ramonette, la première à avoir été aménagée par la Société des bains de mer avec des cabines, puis dans les années Trente un dancing le Risque-Tout ;
- La Belle Fontaine, aussi appelée « Aiguade Vauban » car construite sous son autorité en 1703, classée Monument historique[105], servant autrefois au ravitaillement des navires en eau douce (capacité 860 000 litres).

Chemins côtiers balisés (GR), vers Taillefer et Sauzon (Nord) :
- Citadelle Vauban ;
- Plage des Soldats ;
- Plage de Castoul ;
- Plage de Port-Fouquet ;
- Ancien sémaphore de la Pointe de taillefer (propriété privée) ;
- Fort Fouquet (propriété privée).

L'ensemble formé sur les communes de Belle-Île-en-Mer, dont Le Palais, par les sites côtiers et le domaine public maritime, fait l'objet d'un classement au titre de la loi du 2 mai 1930.

### Manifestations culturelles et festivités

#### Fête nationale: 14 juillet
Feu d'artifice tiré depuis la Citadelle au-dessus du port.

#### Fête de la Mer: 15 août
Après la messe du 15 août, le curé accompagné des enfants de chœur et de la fanfare des Guerveurs, le maire, le conseil municipal et quelques personnalités invitées montent à bord du canot de sauvetage pour rendre hommage aux péris en mer et leur offrir des gerbes de fleurs. Le soir un feu d'artifice est tiré.

#### Carnaval
Tous les printemps se déroule le carnaval de Belle-Île, dont la première édition a eu lieu en 1994, et tous les étés, le festival Belle-Ile-on-air.

### Héraldique
|  | Les armoiries du Palais se blasonnent ainsi : Mi-parti de France (ancien) et de Navarre. |

## Personnalités liées à la commune

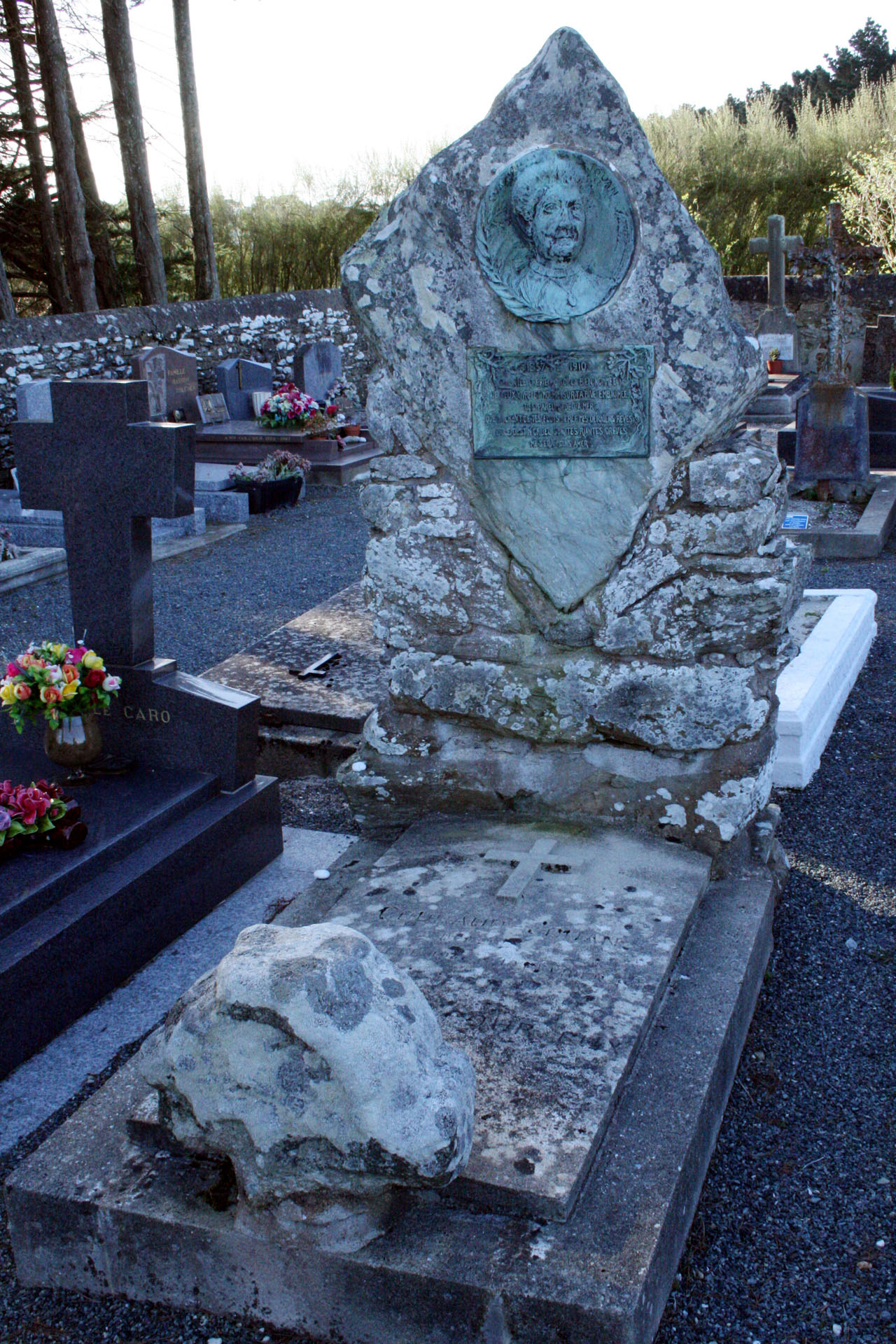
Cimetière de Palais, tombe d'Éva Jouan.

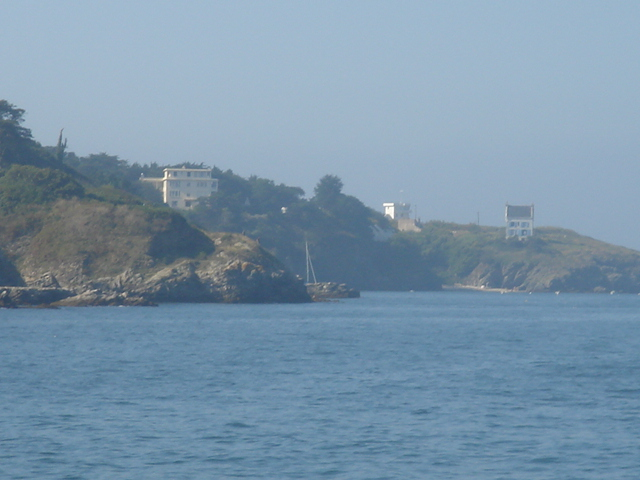
L'ancienne villa du baron de L'Espée (colonie de vacances de la SNCF).

- Jean Le Garrec (1929-2023), né sur la commune, ministre et parlementaire[108].
- Louis Charles Garans (1928-2010), mort sur la commune, écrivain, journaliste et historien français, cofondateur de la Société historique de Belle-Île-en-Mer[109].
- André Loyen (1901-1974), latiniste, est né sur la commune.
- Éva Jouan (1857-1910), poétesse belleiloise dont la tombe est à Palais.
- Léon Herbin (1853-1884), né rue Willaumez, officier puis agent consulaire à Khartoum, assassiné lors de la Guerre des mahdistes.
- Le baron de L'Espée (1852-1918), construit au Palais en 1893 l'une de ses trois villas, avec un orgue géant qu'il commanda à Cavaillé-Coll pour jouer face à la mer. Le bâtiment est devenu la colonie de vacances de la SNCF.
- Le chanoine Apgrall (1846-1926), maître d’œuvre de l'église paroissiale Saint-Géran construite en 1905[96].
- La tragédienne Sarah Bernhardt (1844-1923), qui a fondé à Roserière une boulangerie coopérative du Pain pas cher.
- Louis Jules Trochu (1815-1896), né sur la commune, général, chef du gouvernement en 1870[110].
- Auguste Julien Bigarré (1775-1838), général des armées de la République et de l'Empire, né dans la commune et décédé à Rennes[111].
- L'amiral d'escadre Jean-Baptiste Philibert Willaumez (1763-1845), né sur la commune. On trouve son portrait à la mairie du Palais[112],[113].
- Armand de Marescot (1758-1832), a conçu l'enceinte urbaine du Palais[30].
- Bruté de Rémur (1728-1786), agronome, créateur à partir de 1768 du Domaine de Bruté.
- Marie-Madeleine de Castille (1635-1716), épouse de Fouquet, fonde en 1642 l'hôpital du Palais[30], administre en personne la seigneurie de Belle-Île pendant l'emprisonnement de son mari et fait de nombreux séjours au château Fouquet.
- L'architecte du roi Daniel Gittard (1625-1686), ingénieur des fortifications au Palais[30].
- Albert de Gondi, duc de Retz (1522-1602), premier marquis de Belle-Île[40].
- Guiton Goué de la Valette, capitaine-gouverneur du marquisat de belle-Île au XVIe siècle[41].